# Louis Lepage de Sainte-Claire
Pour les articles homonymes, voir Sainte-Claire (homonymie) et Lepage.
Louis Lepage de Sainte-Claire (25 août 1690 - 3 décembre 1762) était un prêtre, un chanoine, et un seigneur de Terrebonne au Québec. Il est considéré comme le fondateur de la ville de Terrebonne (1853-2001), dans la mesure où c'est grâce aux moulins qu'il a fait construire que des marchands et des artisans sont venus s'installer à côté de l'île des Moulins, ce qui a fait naître à cet endroit un village, le Vieux-Terrebonne d'aujourd'hui. Ses efforts pour développer une industrie à Terrebonne ont fait de lui un personnage de premier plan lorsqu'il s'agit de parler de l'économie de la Nouvelle-France.

## Biographie

### Naissance et famille

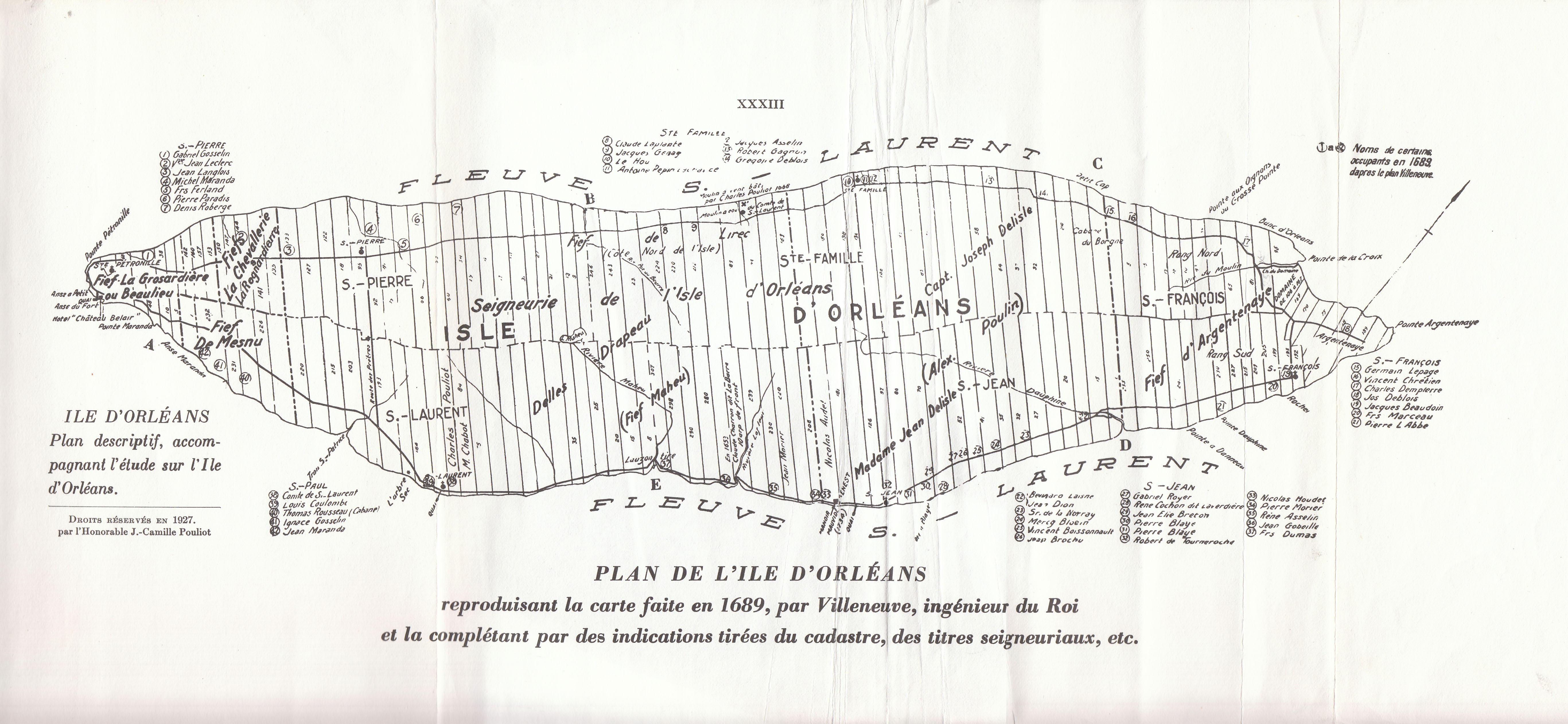
L'île d'Orléans en 1689.

Louis Lepage est né le 25 août 1690 à Saint-François (Île d'Orléans). Il est le deuxième fils et le troisième enfant de René Lepage de Sainte-Claire, qui est célèbre pour avoir été le premier seigneur de Rimouski (et donc le fondateur de la ville de Rimouski). La famille Lepage, qui descend de Louis Lepage et Germain Lepage, deux colons en provenance de France qui se sont installés sur l'île d'Orléans à leur arrivée, va ensuite essaimer partout en Canada. Les Lepage sont des exemples de seigneurs roturiers en Nouvelle-France.
La particule que porte Louis, « de Sainte-Claire », vient du fait que son père a été à partir de 1693 le seigneur de Sainte-Claire, une seigneurie située du côté de la rive sud du Saint-Laurent, vis-à-vis de l'île aux Grues et de l'île aux Oies. La coutume à l'époque était de porter le nom du fief dont on était seigneur, que l'on soit noble ou pas, et de transmettre la particule à ses enfants.
Dans le plan terrier de l'île d'Orléans ci-contre, on voit que les Lepage habitent la terre # 15, dans la paroisse de Saint-François de l'île d'Orléans, près de la limite avec la paroisse de Sainte-Famille, près d'un lieu-dit « la cabane du borgne ». À l'origine, la terre avait 3 arpents de front, mais un autre arpent va s'ajouter par la suite.

### Vie à Rimouski et à Québec
Son père, René Lepage, va échanger le 10 juillet 1694 ses terres de l'île d'Orléans pour la seigneurie de Rimouski (2 lieues par 2 lieues). C'est dire à quel point une seigneurie non défrichée ne vaut rien pour que le premier seigneur de Rimouski ait préféré une petite censive à une seigneurie. Deux ans plus tard, vers 1696 (la tradition orale rapporte cette date), il va déménager là-bas avec sa femme et ses trois (premiers) enfants : Pierre, Marie et Louis (qui a 6 ans). Les registres paroissiaux seront ouverts en 1701.
Le 20 novembre 1709, une flûte appelée La Hollande appartenant au marchand huguenot Étienne Meunier fit naufrage à la pointe de la seigneurie de Mille-Vaches, sur la rive nord du fleuve Saint-Laurent, en face de Rimouski et de l'île du Bic (seigneurie du Bic). Le chargement contenait du bois, du beurre, des bougies et surtout, un esclave autochtone que Mounier entendait revendre pour trois fois le prix en Martinique. Cet esclave survécut et fut logé à Québec en attendant un prochain navire. C'est alors qu'il en profita pour fuir. Cet esclave avait été acheté par Mounier à François-Marie Bouat, alors juge à Montréal et qui deviendra en 1718-1720 le troisième seigneur de Terrebonne.
Ce naufrage n'est pas surprenant, vu les antécédents de ce navire. En 1706, il avait perdu sa cargaison de sel en route vers Québec depuis la France car il y avait des infiltrations d'eau. Le navire était si vétuste qu'il fut décidé qu'il ne pourrait plus faire de voyages transocéaniques. Comme il en aurait coûté trop cher à la Marine royale française pour le réparer, on décida de le vendre à des marchands canadiens, Antoine Pascaud et Philippe Peire en 1707.
Lors du naufrage, le capitaine Étienne Meunier, les matelots et les passagers s'en sortirent grâce à une chaloupe et des radeaux, avec lesquels ils atteignent Baie-Saint-Paul en amont (seigneurie de Beaupré). Le curé de l'endroit les secourut. La cargaison, elle, tomba à l'eau, et c'est ainsi que des quarts de farine, des paquets de chandelles et des barils de beurre se retrouvèrent emportés par le fleuve en aval. René Lepage, ses fils Pierre et Louis, Jean Auger dit le Basque, Étienne Brault dit Pominville, Michel Desrosiers, Michel Dufresne et Guillaume Fortier aidèrent à repêcher la cargaison qui était parvenue au niveau de Rimouski.
Ce n'est pas gratuitement que les Lepage repêchent la cargaison : ils espèrent être payés pour ça par les assureurs du navire. C'est Louis Lepage, alors âgé de 20 ans, qui va s'occuper de faire valoir les intérêts de sa famille, sans doute parce qu'il étudie au Séminaire de Québec et qu'il est donc déjà sur place. Le 18 mars 1710, il conclut un marché à Québec avec les propriétaires du bateau (Antoine Pascault et Philippe Peire) ainsi que leurs assureurs. Ces derniers s'engageaient à payer 300 livres en retour des marchandises récupérées et inscrites sur une liste préparée par les Lepage. S'il était trouvé plus de marchandises que mentionnées sur la liste, il serait payé en sus. Si les marchandises devaient être gâtées ou s'il devait y en avoir moins que sur la liste, il serait tout de même payé 300 livres. Quand les Lepage livrèrent les marchandises sauvées du naufrage, les propriétaires du navire furent très déçus (ça ne valait rien), et ils entreprirent des poursuites contre Louis Lepage et contre son père pour protester contre le contrat qui avait été passé. Il y eut un jugement, puis Louis Lepage fit appel au Conseil supérieur de Québec, qui trancha en sa faveur, étant donné que les termes du contrat étaient sans équivoque.
En 1711, le père de Louis Lepage, René Lepage, lui donne une terre de 12 arpents de front par deux lieues de profondeur dans sa seigneurie de Rimouski (qu'il vendra à son frère Pierre en 1735). Signalons qu'on a récemment retrouvé un manoir seigneurial de la famille Lepage datant du 18e siècle à Rimouski.

### Curé de Saint-François-de-Sales
Louis Lepage termine ses études au Séminaire de Québec, et il reçoit les ordres mineurs de Jean-Baptiste de La Croix de Chevrières de Saint-Vallier le 8 octobre 1713. Il est ordonné prêtre le 6 avril 1715 à la cathédrale de Québec. Il devient tout de suite après le curé de la paroisse de Saint-François-de-Sales, sur l'île Jésus (Laval). Peut-être a-t-il été sensible au fait que cette paroisse ait le même nom que celle où il est né ?
À l'époque, les habitants des seigneuries de Terrebonne et de Lachenaie étaient également desservis par cette paroisse. En 1717, il fait appel à Jean Payet, maître tailleur de pierre de Montréal, pour se faire construire une maison à paroisse de Saint-François-de-Sales. Peu de temps après son installation, il acquiert des terres, et en janvier 1719, il obtient sa première concession de la part du séminaire de Québec, qui est à ce moment propriétaire de l'île entière. Il acquiert d’autres propriétés en février et en mars 1720,.
Le 15 juin 1720, Lepage comparaît à Montréal en tant que témoin dans le procès en séparation de corps et de biens de Catherine Trudel contre Louis Roussin, habitant de Lachenaie depuis 1718, qui battait sa femme et son bébé (Louis, âgé de 6 mois). Un autre témoin, Joseph Labelle, a en effet mentionné que Lepage était présent chez Jean Rochon le jour où Roussin avoua battre sa femme. Lepage a témoigné que Roussin était de très méchante humeur et qu'il lui a souvent « dit langage ». Louis Lepage l’exhortait à mieux faire, car Louis Roussin n’aimait pas sa femme. Louis Lepage crut voir le Diable en entrant dans sa maison, en y voyant sa femme et son enfant, elle lui a montré un coup que Roussin avait donné au visage de l’enfant, que Roussin a convenu avoir donné, suivant le témoignage de toute la paroisse de Saint-Charles-de-Lachenaie, qui était fort scandalisée que Roussin maltraite sa femme et son enfant très souvent, ce qui l’a rendu si odieux que les habitants de la paroisse on prié Lepage de l’empêcher de chanter au lutrin comme il avait coutume de faire. Il y avait au moins deux mois que Lepage avait fait ses remontrances à Roussin, qui a cependant toujours continué malgré des promesses qu’il lui faisait à chaque fois de changer. Louis Lepage a aussi vu le bras de madame Trudel, qui montrait en plusieurs endroits des coups qu’elle avait reçu de son mari et qui lui avaient été donnés si rudement que la peau en avait été enlevée, et en ayant fait ensuite reproche à Roussin, il lui répondit que sa femme avait aussi bien tort, à quoi sa femme, qui était présente, répliqua que c’était à cause qu’elle ne voulait pas laisser tuer son enfant.

### Acquisition de la seigneurie de Terrebonne
Le 2 septembre 1720, François-Marie Bouat met en vente sa seigneurie, et Louis Lepage l'achète pour la somme de 10 000 livres en monnaie de France (qu'il s'engage à payer dans les deux ans avec un intérêt de 5 %, et en attendant, elle est hypothéquée à Bouat),,. La seigneurie a alors une superficie de deux lieues de front par deux lieues de profondeur.
Louis Lepage obtient ensuite dispense de se rendre au château Saint-Louis, la résidence du gouverneur, pour rendre foi et hommage au roi. Finalement, le 10 octobre 1720, il s'exécute à l'hôtel de l'intendant Bégon, à Québec :

« a paye un Ecu d'or en rendant ladite foy Et hommage auu droit de pesche et de chasse dans toute l'Etendue et la dite concession
Requerant ledit Sr LePage qu'il nous plaise le recevoir a la dite foy Et hommage a laquelle apres s'etre mis en devoir de Vassal suivant la coutume du Pais teste nue Etan Genoüil en terre, auroit dit a haute et intelligible voix qu'il nous rendroit et portoit la foy et hommage quil Est tenu rendre au Roy au Chateau St Loüis de Quebec comme proprietaire dudit fief et Seigneurie de Terrebonne nous Lavons reçu et recevons par ces presentes sauf les droits du Roy et de l'autruy en toute chose et a fais le serment de bien Et fidellement servir le Roy et de nous avertir ou nos successeurs sil aprent quil se fasse quelque chose contre le Service de sa Majesté, et nous l'avons dispensé pour cette foy seulement d'aller au Chateau St Loüis de Quebec et a la charge de Bailler et fournir son aveu Et dénombrement dans les Quarante jours suivant la coutume »

— Foi et hommage du sieur Louis Lepage de Sainte-Claire, 10 octobre 1720
Il est nommé chanoine au chapitre de Québec le 9 juin 1721, et il acquiert la fonction de vicaire-général du diocèse de Québec. Il obtient aussi la permission de l'évêque de résider dans son domaine de Terrebonne, et non pas à Saint-François.

### La naissance d'un village à Terrebonne (1721-1730)
Lepage avait vu en Terrebonne un potentiel industriel formidable. Maintenant qu'il pouvait habiter à Terrebonne, il était en mesure de commencer le travail. Le 10 juillet 1721, Louis Lepage passe un marché de construction d'un moulin à Terrebonne avec Jacques Danguelle dit Lamarge, maître maçon de Québec. On rapporte l'existence d'une chaussée, reliant l'île des Moulins à la rive, à côté de laquelle la construction d'un moulin hydraulique à farine débute.
À cette époque, le roi (ou plutôt la Régence) décrète que les paroisses de la Nouvelle-France seront organisées selon la coutume du Royaume. Cela commence par visiter chaque paroisse, pour voir quelles églises desservent les habitants. Un rapport sera rendu et décidera s'il faut créer de nouvelles paroisses ou non. C'est ainsi que le 16 février 1721 se réunissent Louis Lepage, curé de Saint-François-de-Sales et seigneur de Terrebonne, Mathieu-Benoît Collet, en tant que sieur de La Fortière et procureur général au Conseil supérieur, ainsi que les représentants des habitants de ces fiefs, afin d'exécuter les ordres du roi. Terrebonne est représentée par Pierre Limoges, Pierre Maisonneuve, François Séguin dit La Déroute, François Locat, André Collin et Jean Taillon. On apprend que Terrebonne compte seize habitants qui y tiennent feu et lieu et neuf personnes qui n'y résident pas. On décide que c'est trop peu pour justifier la création d'une paroisse pour Terrebonne, et c'est ainsi que dans un arrêt du Conseil d'État du 3 mars 1722, il est dit que le fief de Terrebonne « étant peu établi, continuera à être desservi par voie de mission, par le curé de Saint-François-de-Sales de l'île Jésus, jusqu'à ce qu'il y ait une paroisse plus proche, ou qu'il y ait lieu d'y ériger une paroisse. »
C'est en 1723 que Louis Lepage commence à concéder des terres à des colons, et en une seule journée, il signera 24 contrats. Par ailleurs, il a hâte que Terrebonne ait sa paroisse autonome. Il entreprend des démarches pour pouvoir faire construire une chapelle, et il obtient l’autorisation de le faire en 1723 grâce à un mandement de Jean-Baptiste de La Croix de Chevrières de Saint-Vallier.

Décret d'érection de la paroisse

À l'époque, le site de l'actuel Vieux-Terrebonne était la terre de Pierre Maisonneuve, qui faisait quatre arpents de front par vingt de profondeur et qui contenait les rues actuelles de Saint-André, Sainte-Marie et le boulevard des Braves. Le site choisi pour cette chapelle était au bord de la rivière des Mille Îles, tout près des moulins. Le 27 février 1723, Pierre Maisonneuve vend une petite partie de sa terre à Germain Lepage de Saint-François, le petit-frère du seigneur Louis Lepage, au prix de 300 livres. 150 livres sont payées en marchandise et 150 livres sont payées en... deux cents messes de requiem pour le repos du vendeur et de sa femme. Germain Lepage ne gardera pas les terres de la chapelle ; il les donnera par la suite à deux marguilliers. La petite chapelle sera construite en pierre et en bois, et s'appellera la « mission Les Bois », sans doute en souvenir d'un bocage (un petit bois naturel) qui s'était trouvé près de là.
Dans une requête du 28 septembre 1723, Lepage demande à l'évêque de Saint-Vallier d'ériger sa seigneurie en paroisse, avec l'obtention du « droit de patronage », c'est-à-dire la possibilité en tant que seigneur de présenter à l'évêque les curés pour les paroisses dont il avait construit l'église.
 Le 30 septembre 1723, la paroisse Saint-Louis-de-France de Terrebonne est érigée canoniquement :

« Nous avons de Notre autorité épiscopale et ordinaire érigé et érigeons ladite Eglise en titre de paroisse perpetuelle sous l'invocation de Saint Louis et attribuons par ces présentes le droit de nommer et presenter a ladite cure selon lusage des dioceses de France au Sieur Lepage de Sainte-Claire Chanoine de Notre Cathédrale de Quebec et a ses successeurs. Nous retenant le pouvoir de conferer de plain droit ladite Cure a la personne qui serra par Nous choisie pour cette premiere fois et seulement ledit droit de presenter devant appartenir par la suitte au Sieur Lepage de Sainte-Claire et à ses successeurs.
Donné a l'hopital général de Québec le trentième septambre mil sept cent vingt trois sous Notre seing et celuy de Notre secretaire et scelle du Seau de Nos armes,
Jean Evesque de Quebec. »

— Décret d'érection de la seigneurie de Terrebonne en paroisse et droit de patronage accordé au sieur Lepage, prêtre et seigneur de l'endroit.
Le nom fait référence au saint patron de Louis Lepage, Saint Louis (qui était roi de France). Louis Lepage s'appelait d'ailleurs « Louis » puisqu'il était né le jour de la Saint-Louis, soit le 25 août. Aussi a-t-il obtenu de l'évêque le « droit de patronage » qu'il avait demandé. Le même jour, le seigneur-curé Lepage célèbre la première messe.
Selon l'historien Claude Martel, tout porte à croire qu'entre 1723 et 1727, Louis Lepage intègrera la terre de Pierre Maisonneuve à son domaine.
Le 23 septembre 1724, le grand vicaire Jean-Baptiste Gaultier de Varennes contracte un billet de 7 086 livres 18 sous 3 deniers auprès de Jean Crespin, mais il le fait en réalité pour le compte de Louis Lepage, le véritable débiteur. Lepage voulait en effet acheter à Crespin des marchandises, peut-être pour développer sa seigneurie. L'échéance du remboursement de la dette était pour le mois de septembre 1725.
En 1725, un moulin à scie est construit à côté du moulin à farine, sur la chaussée qui relie la terre ferme à l'île des Moulins. Nous verrons plus tard une description plus détaillée de ces deux moulins, à l'occasion de l'aveu et dénombrement du sieur Lepage, en 1736.
Le 23 janvier 1727, Lepage reconnaît devoir à la Société qui a existé entre François-Marie Bouat (seigneur précédent) et Charles Nolan Lamarque (marchand) une somme de 4 819 livres 10 sous pour des fournitures qu'on lui a faites. Lepage se porte garant de cette somme, qu'il doit aux enfants mineurs de feu Bouat, et s'engage à payer à chaque année, à partir du 23 janvier 1728, une rente de 240 livres 19 sous 6 deniers jusqu'à ce que la somme de 4 819 livres 10 sous soit payée.
C'est le 6 mars 1727 que les deux premiers terrains du futur village de Terrebonne sont concédés en faveur du forgeron Antoine Vermet et d'Étienne Charles dit Quenoche, qui revend ce même jour son terrain à François Brunet. Un an plus tard, le forgeron Vermet vendra son terrain au marchand Charles Biron. Peu à peu, à partir de 1727, sous l'impulsion de Lepage, des marchands et des artisans s’installent autour de la Place du moulin et commencent à former un village. Il est intéressant de noter que l'établissement d'un village était interdit par les autorités de la colonie. Néanmoins, l'intendant Hocquart finira par dire de Terrebonne que « c'est le plus bel établissement de cette espèce qui soit dans la colonie »,.
Le 1er juillet 1727, les registres de la paroisse Saint-Louis-de-France de Terrebonne sont ouverts.
En octobre 1727, M. Dupuy passe un marché avec Lepage, pour la fourniture pendant cinq années de bordages et planches pour le chargement du vaisseau que Sa Majesté envoie à Québec.
Vers 1727, Germain Lepage (petit-frère de Louis) engage François-Simon Delorme pour « faire ce qu'il y aura à faire tant au moulin à scie qu'au moulin à farine », avec l'assurance de garder cet emploi neuf ans.
En 1728, l'abbé Jean-Henri Tremblay écrit de Paris au Séminaire de Québec à propos des dettes qu'il a accumulées et de ses difficultés financières. D'après lui, elles sont attribuables « à la mauvaise administration de ceux qui ont été chargés [...] du temporel du séminaire ». Il parle ensuite de Louis Lepage :

« On ne saurait comprendre comment un Mr Lepage qui n'avait rien de sa famille aye pu acheter une terre comme celle qu'il a achetée et y aye fait comme on le dit pour 20 000 écus de dépense, s'il n'avait détourné à cela les revenus de l'Isle-Jésus et n'avait pu s'entendre avec Mr de Varennes [le procureur du Séminaire] pour lui fournir des sommes qui ont causé l'augmentation de plus de 50 000 livres de dettes dont le séminaire se trouve accablé... »

— Mémoire de monsieur l'abbé Jean-Henri Tremblay aux Messieurs du Séminaire, 1728
Le 11 mai 1728, un détachement de troupes de la Marine arriva chez le curé Lepage pour chercher des déserteurs, et ce dernier leur fit énergiquement savoir qu'il s'opposait à ce qu'ils prennent des gens de force. Cela se termina enfin par un dédommagement de Lepage au cas où que ses trois engagés fussent des déserteurs. Cet épisode sera relaté en détail dans la prochaine section.
Le 2 mai 1729, le président du Conseil de la Marine et vice-roi de la Nouvelle-France, Victor Marie d'Estrées, écrit à Lepage une lettre :

« J'ay reçu M. avec la lettre que vous m'avez écrit le 20 octobre de l'année dernière Le mémoire par ce que vous vous plaignez des difficultés et retardemens que vous avez assuyé dans la fourniture des bois que vous avez fait l'année dernière. Je marque à M. Hocquart qui passe dans la colonie pour y faire les fonctions d'Intendant de tenir la main à l'exécution de votre marché et d'Empêcher qu'il ne vous soit fait à l'avenir de mauvaises difficultés sur la livraison.
Il ne paraît point par le marché de vos bois qu'il vous ayt été promis des avances ainsy cest sans raison aucun fondement que vous vous plaignez qu'il ne vous en ayt esté fait. »

Le même jour, le 2 mai 1729 toujours, Victor Marie d'Estrées écrit également au nouvel intendant Gilles Hocquart, comme promis, pour qu'il aide Lepage :

« Le Sr LePage [...] m'a adressé le Mémoire dont vous trouverez ci-joint la copie par lequel il se plaint des difficultez retardemens et frais qu'il a essuyé dans la fourniture de l'année dernière. Vous tiendrez la main exactement à l'avenir à l'exécution du marché et vous observerex quil ne luy soit fait aune diffidulté ny dommage lorsque de sa part il remplira les conditions du marché. Il s'est plaint que M. Daigremont n'a pas voulu recevoir son Mémoire pour me lenvoyer ce que je n'ay point approuvé d'autant plus que ce refus et les autres griefs dont le sieur Le Page se palint pouvoient donner lieu de penser que M. Daigremont qui est dans les Intérests de Made de Ramezay qui estoit auparavant chargée de cette fourniture et qui n'a pas voulu la continuer aux mesmes prix et conditions offertes par le Sr lePage aurait cherché à luy donner des marques de ressentiment ce qui ne convient point. »

En 1729, dans un contexte de tensions entre les autochtones des Grands Lacs et de guerre française contre les Renards, le gouverneur de Beauharnois craignait que les Iroquois viennent attaquer à nouveau la colonie. Il charge l'ingénieur Robert de la Morandière et son équipe de construire 34 forts en pieux dans la région de Montréal. C'est ainsi qu'il construit le fort de Terrebonne le 25 juillet 1729. Deux forts sont aussi construits à Lachenaie (le fort de Lachenaie et le fort de Mascouche), qui se souvient encore du Massacre de Lachenaie de 1689. L'éphémère fort de Terrebonne se trouvait peut-être dans ce qui serait aujourd'hui le terrain de sport du Collège Saint-Sacrement, vers où se trouvait autrefois une « rue du fort » (qui s'est aussi appelée « rue Sainte-Geneviève » ou « rue de la Chicane »). Les attaques redoutées n'auront pas lieu.
Louis Lepage est si occupé à développer sa seigneurie qu'il néglige ses fonctions religieuses. Il est trop souvent absent au Chapitre de Québec. C'est ainsi que le 19 octobre 1728, une plainte est logée contre lui par le chanoine Charles Plante, qui parle de la négligence des chanoines à assister aux offices, et il mentionne tout particulièrement « M. Louis Lepage [qui] a sa terre et ses moulins à faire valoir ». Le 12 avril 1729, l'évêque de Québec écrit au président du Conseil de Marine pour se plaindre du fait que Lepage néglige ses devoirs en tant que membre du Chapitre, et qu'à ce titre il devrait être mis en demeure de démissionner ou obligé de renoncer au supplément qu'il recevait du Roi. Il se voit forcé d'abandonner ses fonctions de grand-vicaire et de chanoine à la cathédrale de Québec en 1729,,.
Le 9 octobre 1729, Lepage reconnaît être le véritable débiteur du billet contracté par le sieur de Varennes à l'égard de M. Crespin. Peut-être Lepage a-t-il tardé à rembourser le sieur de Varennes et a été obligé de reconnaître que la dette était sienne pour ne pas le mettre dans l'embarras.
Le 21 juillet 1730, Louis Lepage est nommé arbitre par l'intendant Hocquart dans un litige à propos d'un emplacement dans la ville de Montréal.

### Lepage cache-t-il des déserteurs? (1728)
Le 11 mai 1728 à 16h, un détachement des troupes de la Marine de la garnison de Montréal alla à chez le curé Lepage, car un certain Turgeon, maître des barques et un certain Denaud les auraient informés qu'ils y trouveraient les déserteurs qu'ils cherchaient. Le lieu n'était pas précisé outre le fait que Lepage était curé de Lachenaie. À l'époque, Lepage n'était plus curé de Lachenaie car il avait été remplacé par Joseph Lacombe le 15 février 1728,. En fait, le plus probable est qu'ils se soient trouvés à Terrebonne car la géographie du village de Terrebonne correspond mieux à la description : un coteau, puis des moulins (Île des Moulins) et juste à-côté, la maison de Louis Lepage.
Le détachement cherchait les matelots suivants, accusés de désertion depuis l'automne dernier :
- Louis Saint-Jaure dit Fargery
- Guillaume Cambouis
- Jean Boutille
- Jean LeRoy dit Lafontaine

Le détachement était composé des personnes suivantes :
- Jean-François Lefebvre de Bellefeuille, rédacteur du procès-verbal[19]
- George Lefebvre de Bellefeuille, fils du précédent[20]
- Jean de La Touche, dit Saint-Jean, sergent (ne sait pas signer)
- Michel Dumoulin dit La Girofflée, caporal (sait signer)
- Yves Lesaint dit Sanschagrin, soldat (ne sait pas signer)
- Jean Mathieu dit La Ramée, soldat (ne sait pas signer)
- Pierre Ardenneau dit Tourangeau, soldat (ne sait pas signer)

Alors qu'ils approchaient de chez Lepage, les soldats, encore sur le coteau, ils virent un homme sauter par-dessus les clôtures et fuir dans le bois tandis qu'une voix disait « viens vite, viens vite ! ». Lepage sortit d'une maison et se dirigea vers le moulin, où se trouvaient 7-8 hommes (selon le soldat Sanschagrin et le sieur de Bellefeuille) ou bien 10-12 hommes (selon le soldat Tourangeau). L'un d'eux aurait dit quelque chose et le groupe se mit à fuir. Ensuite, Lepage, voyant le détachement se diriger vers la porte du moulin, rentra chez lui. Le soldat Tourangeau fut posté à l'entrée du moulin, tandis que les autres se dirigèrent vers la maison de Lepage. Alors qu'ils entraient, le soldat Sanschagrin gardait l'entrée.
Ils demandèrent où était M. Lepage, et une femme dit à un enfant : « petit garçon, aller, montre la chambre à M. Lepage ! » Avant d'entrer dans sa chambre, ils tombèrent sur son frère, qui les fit entrer avec lui. Le sergent Saint-Jean plaça le caporal La Girofflée à la porte de la cuisine. Le fils Bellefeuille tendit une lettre de M. Boisclerc (contrôleur de la Marine à Québec). Lepage la lut et répondit :

« M. Bellefeuille, vous venez apparemment chercher des matelots. Je voudrais en avoir ; je vous les donnerais de tout mon cœur. J'ai bien du monde ici et de toutes sortes de nations, mais je n'ai pas de matelot à vous. »

Le fils Bellefeuille répondit : « Je crois pourtant avoir vu Fargery, un de nos déserteurs, qui fuyait. » Les Lepage répondirent ensemble qu'il ne connaissaient pas ces noms-là, et demandèrent comment s'appelaient les autres. Le fils Bellefeuille dit à Lepage les noms, et lui fit voir la déclaration qu'il avait faite au greffe de l'Amirauté de Québec. Lepage répondit : « Je n'ai aucun de ces noms-là à mon service » et demanda ensuite qui lui avait dit qu'il les avait. Le fils Bellefeuille dit que c'était Turgeon, maître des barques et un certain Denaud. Lepage répondit :

« Ce sont de grands fous d'avoir fait cette déclaration-là. Il est vrai qu'il m'est venu trois hommes dans le mois d'octobre s'engager à moi, qui m'ont paru de bons paysans et qui sont françois, mais ils n'ont pas ces noms-là et ils ne sont pas matelots. »

Le père Bellefeuille dit alors : « Ce sont justement les déserteurs que je cherche, quoiqu'ils ne sont pas bons matelots, ils nous en servaient. Les juste-trois-ans à la manœuvre, je vous prie de me les laisser voir. » Lepage dit : « Cherchez-les, mais vous ne les trouverez pas, et quand bien même vous les trouveriez, vous ne les amènerez pas. »

Pendant ce temps, un homme dans un appartement voulait sortir, et le caporal La Girofflée lui dit qu'il ne lui permettrait pas sans un ordre de son sergent. Il monta à la chambre demander quoi faire au sergent Saint-Jean. Avant que le sergent Saint-Jean puisse répondre, Lepage l'interrompit :  

« Si vous cherchez du monde, il vous sera permis de les prendre s'ils veulent bien aller avec vous, mais si vous faisez quelque violence, vous ne sortiriez pas d'ici sans vous en sentis [?]. Ne faites point ici les mauvais. Sachez que j'ai quarante hommes et que vous ne vous en retireriez pas les doigts nets. »

 Le sergent ordonna au caporal de laisser sortir l'homme. Lepage poursuivit :

« Messieurs, il est inutile à vous de les chercher. Ici chercher une aiguille dans une ch[?] de foin, et quand vous les auriez portés à moi, Bellefeuille, quel service retirez-vous des gens de force ? Il vaudrait bien mieux pour vous faire un accommodement avec ceux qui pourraient les avoir. Pour moi, je chercherai dans ceux que j'ai. Si ce ne sont pas ceux que vous cherchez et si c'est lui je vous tiendrai compte des avances que vous leur avez fait parce que je leur retiendrai sur leurs gages. »

Le père Bellefeuille répondit : « Oui, monsieur, ce sont lui-même. » Lepage dit : « Ce peut bien être lui, quoiqu'il n'était pas engagé sur les noms que vous me dites. Je vous dis encore une fois que votre plus court est d'accepter l'offre que je vous fais. »
Le père Bellefeuille répondit : « Comment découvrirez-vous que ce serait lui puisque je vous dis que vous n'avez pas pu les découvrir jusqu'à présent ? »
Lepage dit : « Je ferai plus de recherches que je n'ai fait pour les trouver. Combien vous ont-ils coûté ? »
Le père Bellefeuille montra tous les papiers qu'il avait. Lepage se mit sur la fenêtre et calcula à combien allaient les quatre engagements des déserteurs. Elle s'élevait à 310 livres, de laquelle somme il enleva le quart, de sorte que pour les trois qu'il avait, cela revenait à 232 livres et demi. Lepage dit : « Je m'en vais vous en faire mon billet quoi que je risque bien. » Le père Bellefeuille répondit : « Il n'est pas nécessaire de me donner billet pour cela. Puisque vous ne voulez pas me les rendre de bon gré, je m'en vais faire mes poursuites. » Lepage dit : « Faites vos poursuites. »
À la suite de ces événements, le père Bellefeuille rédigea le procès-verbal et le fit signer par ses trois officiers subalternes. Le détachement sera finalement « débriefé » le 13 mai 1728 à 16h devant Pierre Raimbault, lieutenant civil et criminel à Montréal. Le père Bellefeuille était absent, et c'était son fils qui le représentait. Le sergent Saint-Jean n'eut rien à ajouter au procès-verbal. Le caporal et les trois soldats donnèrent chacun leur version des faits,.

### Un chantier naval à Terrebonne? (1730-1733)
Louis Lepage désirait faire de Terrebonne un chantier naval. C'est pour cette raison qu'il s'adresse à l'intendant Hocquart en 1730 :

« [Louis Lepage de Sainte-Claire] aurait acquis ladite seigneurie, il y a quelques années, pour lors presque toute complantée en bois debout, et que depuis ce tems là il aurait employé des sommes considérables, dont il n'est pas encore libéré, tant pour le défrichement des terres qu'il a établies et fait établir dans toute l'étendue de la dite seigneurie que pour les moulins à farine, à scie et église qu'il a fait construire et dont nous aurions une parfaite connaissance,
Que le suppliant aurait fait un marché avec Sa Majesté pour des fournitures de planches et bordages de pin et de chêne, lequel marché il aurait exactement suivi jusqu'à présent quoiqu'avec des très grands frais par rapport aux chemins qu'il lui aurait fallu pratiquer jusque dans la dernière profondeur des bois, pour en retirer ceux qui sont utiles pour la confection des dites planches et bordages,
D'ailleurs qu'afin de suivre exactement les intentions de Sa Majesté, qui sont qu'en ce pays tous ses sujets s'appliquent à faire toutes les sortes d'ouvrages qui peuvent tourner au bien de la colonie, le suppliant a entrepris de faire des goudrons, brais, etc., ce qui demande une nouvelle abondance de bois,
Que les établissements qu'il a faits jusque icy tant pour luy même que pour les concessions qu'il a eu en son pouvoir, ont diminué considérablement les bois sur lesquels il aurait pu compter pour le sciage, et autres entreprises dans lesquelles il est entré, et qu'il se trouverait bientôt au point de ne pouvoir soutenir ses engagements. »

— Ordonnance de l'intendant Hocquart qui permet au Sieur Lepage de Ste-Claire de continuer ses établissements en arrière de la seigneurie de Terrebonne, 22 juillet 1730
Lepage suggère donc qu'on lui permette d'utiliser la terre non concédée au nord de sa seigneurie, et il propose qu'on mette à sa disposition un territoire de deux lieues de front par trois lieues de profondeur. Il s'engagerait alors à construire des chemins pour s'y rendre ainsi que de nouveaux moulins. Gilles Hocquart répond favorablement le 22 juillet 1730, mais Lepage devra se contenter de deux lieues de profondeur au lieu de trois.
Louis Lepage tente aussi de convaincre la France de soutenir la construction navale en Canada. Le 20 octobre 1730, il fait parvenir aux autorités françaises un long mémoire. Il souligne que les difficultés « pour réussir dans les différentes entreprises [...] ne [venaient] que de la rareté de l’argent, et, des hommes ». Pour remédier à la situation, il propose la construction d’un plus grand nombre de navires, à raison d'un vaisseau par année, ce qui « jetterait de l’argent dans la colonie » et « causerait de l’émulation ». Malheureusement pour lui, on ne donnera pas beaucoup de considération à son plaidoyer.
Le 11 février 1731, Jacques Limoges est le premier colon à s'établir sur la rivière Mascouche (dans la seigneurie de Terrebonne d'origine) par le sieur Lepage. Sans doute qu'il commence à peupler le nord pour commencer l'exploitation des forêts.
Le 10 avril 1731, Lepage se fait concéder le territoire qu'il avait demandé : l'augmentation des Plaines (qu'on appelle aussi Desplaines, La Plaine, Les Plaines ou la Belle Plaine), une nouvelle partie de la seigneurie de Terrebonne. L'endroit était appelé « maskutew » par les Algonquins (Anishinaabe), qui signifie « plaine, prairie unie », ce qui est à l'origine du nom de la rivière Mascouche et de l'agglomération qui s'est formée sur ses rives (dans la seigneurie de Lachenaie). C'est peut-être aussi une des origines du nom donné pour cette augmentation, laquelle préfigure d'ailleurs les futures villes de Sainte-Anne-des-Plaines et de La Plaine (1922-2001).

« Aujourd'hui dixième du mois d'avril mil-sept-cent-trente-un, [...] sur ce qui a été représenté à sa majesté au nom du sieur Louis Lepage de Ste. Claire, que depuis qu'il a acquis en la Nouvelle-France, la seigneurie de Terrebonne, qui avait été concédée dès le vingt-trois décembre mil six cent soixante-treize au sieur Daulier Deslandes et qui est de deux lieues de front, sur la Rivière-Jésus, à prendre du côté du nord depuis la borne de la terre de la Chesnaye en remontant sur deux lieues de profondeur [...] et [...] [qu']il aurait demandé aux sieurs Marquis de Beauharnois, gouverneur et lieutenant-général, et Hocquart, commissaire ordonnateur faisant les fonctions d'intendant au dit pays, de lui accorder une prolongation de trois lieues de terres dans la profondeur et sur tout le front de sa dite seigneurie ; mais comme les dits sieurs Beauharnois et Hocquart se sont contentés de lui permettre par provision de continuer ses établissemens dans la profondeur de deux lieues au de-là de celle de la dite seigneurie, d'en tirer les bois, et d'y faire les chemins qui lui seront nécessaires, il supplie très-humblement sa majesté de lui accorder le dit terrain en propriété et seigneurie ; à quoi ayant égard et voulant faciliter au dit sieur Le Page de Ste. Claire les moyens de soutenir des établissements qui ne peuvent être que très-utiles pour la colonie, sa majesté lui a concédé, donné et octroyé un terrain de deux lieues à prendre dans les terres non concédées dans la profondeur et sur tout le front de sa dite seigneurie de Terrebonne pour en jouir par lui, ses héritiers, ou ayans cause comme de leur propre [...]. »

— Concession en augmentation à la seigneurie de Terrebonne par Sa Majesté, en faveur du Sieur Louis Lepage de Ste. Claire
Le 1er septembre 1731, Lepage emprunte 6 000 livres à son frère Germain, qui est à présent le capitaine de milice, sans doute en vue d'avoir les fonds pour entamer sa production de bois. Il est à noter qu'il lui avait déjà demandé de payer les frais d'entretien des moulins. En plus, il n'avait toujours pas fini de payer Bouat pour l'achat de la seigneurie.
Le 5 octobre 1731, l'intendant Hocquart autorise Lepage à faire scier 2 000 pieds cubes de chêne pour la construction d'une flûte de 500 tonneaux.
Lepage tente de réintégrer le Chapitre de Québec. Il écrit à un chanoine du chapitre de Québec délégué en France, M. de L'Orme, qui demande une charge au Chapitre pour lui. Il reçoit le 18 avril 1731 une réponse peu encourageante pour Lepage : « Vous me priez de demander la théologale pour M. LePage [...]. Mon inclinaison m'y aurait porté volontiers ; mais M. de Maurepas [Ministre de la Marine] a dit à M. de Mornay [évêque de Québec] que M. le cardinal [premier ministre officieux du Roi] [...] s'était réservé cette nomination... »
Lepage voulant s'assurer que tous ses censitaires ont bien obtenu de lui un titre de concession leur donnant le droit d'habiter et de cultiver le lot qu'ils occupent, il envoie une requête à l'intendant Hocquart, et ce dernier rend une ordonnance le 15 juillet 1732 pour que les habitants de Terrebonne lui exhibent leurs titres dans le mois.
Le 22 août 1732, Louis Lepage concède à son frère Germain un fief de 8 arpents de front par 2 lieues de profondeur dans l'augmentation des Plaines. D'un côté, il touche à la terre d'Agathe Limoges et de l'autre à celle de Jean Rochon, fils. Cela fait de Germain le vassal de Louis, son suzerain, et à ce titre, il est tenu de lui présenter foi et hommage, tout comme Louis est le vassal du Roi. Terrebonne étant lui-même un fief du Royaume de France, on peut aussi qualifier Sainte-Claire d'arrière-fief ou de vavassorie. Le 10 janvier 1733, Louis Lepage concède à son petit-frère Germain Lepage un autre fief, de 18 arpents de front par 2 lieues de profondeur dans l'augmentation des Plaines, qui s’appellera le fief Sainte-Claire, et qui touche à la frontière est avec Lachenaie. Ce fief préfigure le futur village de La Plaine (1922-2001), ainsi que le fait que ce soit une entité distincte du reste de l'augmentation des Plaines, qui correspond à Sainte-Anne-des-Plaines.
Depuis 1727, année de la création de la paroisse, Lepage n'est plus le seul prêtre à tenir la cure de Terrebonne. Il s'est déjà fait aider par deux desservants, J.-Auguste Mercier (1727-1728) et N.-Albert Couturier (1731-1733), puis en 1733 par Jean Bouffandeau. Il a été assigné là à la demande de Lapage, des habitants de Terrebonne et du Supérieur du Séminaire de Saint-Sulpice de Montréal.
Un certain Ignotus s'imagine ainsi la construction navale à Terrebonne dans un article publié en 1904 : « Le bruit cadencé de la hache retentit sur les bords de la rivière St-Charles. Les longs trains de bois flotté, — chêne, pin rouge, bordages et pièces de mâtures, — firent leur descente pittoresque, de Terrebonne et de Sorel à Québec, sous la direction de leurs hommes de cages, et vinrent s'échouer majestueusement dans l'estuaire, sur les rives duquel l'art de charpentier allait les transformer en vaisseaux de haut bord destinés à porter le drapeau de la France sur les plages de l'Amérique et de l'Europe. »

### La construction du chemin du roi (1733-1734)
En 1733, il n'y a toujours pas de chemin digne de ce nom à la Côte de Terrebonne. Les habitants décrivaient ainsi les problèmes que cela occasionnait : « ils n'avoient point de Chemin pour pouvoir aller et venir de leurs habitations[,] [...] ils n'avoient qu'un sentier de pieds dont ils ne se pouvoient servir estant embarrassé par une quantité d'arbres à bas qu'il seroit nécessaire de redresser en beaucoup d'endroits pour racourcir le Chemin et que les Ponts sont si estroits et mauvais qu'ils n'y peuvent passer sans courir risque de se blesser concidérablement[,] ce qui les empeche de vacquer librement à leur affaire et priver les malades des secours tant spirituels que temporels. »
Les habitants envoient donc trois des leurs, Michel Limoge, Joseph Louismette et Pre Masson pour convaincre le grand-voyer Jean-Eustache Lanouiller de Boisclerc, responsable des ponts et chaussées, pour qu'il ordonne la construction d'un chemin du roi. Il vient visiter Terrebonne, où il est reçu par Lepage et par sept représentants des habitants : Pierre Limoges (enseigne de milice), Louis Regnault dit Locat, Pierre Surault dit Blondin, Joseph Louismette, Pierre La Pointe, Charles Biron et François Simon. Il est intéressant de savoir qu'à cette époque, le grand-voyer de Boisclerc supervisait aussi la construction du célèbre Chemin du Roy qui relie Québec et Montréal.
Le grand-voyer examine les lieux, pose des piquets dans le sol et des panneaux sur les arbres, parle aux habitants, puis décide qu'il faudra construire vingt ponts, creuser plusieurs fossés, aplanir une côte, reculer certaines clôtures, déplacer des granges et des maisons, et tout cela, tantôt aux frais de tous les habitants, aux frais d'un seul ou au frais du seigneur Lepage. L'effort que chacun devra fournir sera calculé au pro rata des terres possédées. Par ailleurs, chacun devra entretenir la partie du chemin qui traverse sa terre. Les travaux devront débuter dès les récoltes faites, sauf là où la terre n'est pas cultivée, et devront se terminer avant la Saint-Jean prochaine. Le capitaine de milice, Germain Lepage de Saint-François, surveillera l'exécution des travaux.
Chacun s'y met ; le chemin du roi est construit grâce à la corvée. On bâtit le chemin au travers des champs, on construit des ponts, on aplanit une côte, on pave des terres boueuses, on recule des clôtures... puis une fois sur la terre de Jean Taillon, les habitants s'opposent au tracé du grand-voyer. On juge que la route ne devrait pas prendre l'orientation prévue par lui, car elle se dirige vers un ruisseau près duquel le sol est toujours submergé à la moindre pluie. Une route allant vers la rivière Jésus serait préférable. Les travaux s'arrêtent pour l'hiver, et on recommence au printemps. On prie alors le grand-voyer de revenir, puis, ayant entendu les objections à son tracé, admet que « ledit chemin le long du bord de l'eau peut être praticable ». Le travail reprend, avec les mêmes embêtements, et on termine l'ouvrage en 1734.

### Ennuis de Lepage avec ses créanciers (1734)
Le 1er septembre 1731, Lepage avait emprunté 6 000 livres à son frère Germain, tout se reconnaissant débiteur envers Germain au moyen d'un acte notarié qu'on appelle une « obligation ». Lepage va finir par refuser de faire le paiement, de rembourser son frère, alors qu'il était mis en demeure de le faire. Étant donné l'obligation qui a été passée, le 25 janvier 1734, l'huissier Perrin va procéder à la saisie de la seigneurie de Terrebonne, du logis seigneurial principal et des fiefs. Le 31 janvier 1734, un affiche sur cette saisie est fixée au poteau public du marché de Montréal et sur la porte de l'église Notre-Dame de Montréal, ainsi que sur la porte de l'église paroissiale de Terrebonne et à la porte du logis seigneurial. Une deuxième criée a lieu le 14 février 1734, une troisième le 28 février 1734 et la quatrième, le 14 mars 1734. Le 9 juillet 1734, le procès-verbal des panonceaux de saisie est fait. Finalement, Germain se désistera de la saisie lors d'une déclaration faite au notaire René Gaudron de Chèvremont le 30 janvier 1736. Beaucoup plus tard, le 21 janvier 1745, Germain fera quittance de cette dette que son frère Louis lui devait.
Lepage n'a pas que des problèmes avec son frère. Son frère et lui ont aussi des dettes à l'égard du grand-voyer Jean-Eustache Lanouiller de Boisclerc, et la seigneurie de Terrebonne risque encore d'être saisie. Le 5 août 1732, une sentence avait été prononcée contre Louis Lepage, et il s'est alors engagé à livrer une certaine quantité de blé. Le 3 février 1733, les deux Lepage ont pris une obligation, et reconnaissaient devoir payer 5 039 livres 8 sous 7 deniers à Lanouiller de Boisclerc. Par ailleurs, Germain Lepage s'engageait à fournir 10 000 planches de bois à 30 livres la centaine. Il ne l'aura pas fait, et il aura été condamné à payer la somme due avec dommages et intérêts (à régler par des experts). Les 18 et 19 janvier 1734, des saisies sont exécutées. Le 29 janvier 1734, les deux Lepage doivent maintenant 5 839 livres 8 sous 7 deniers à Lanouiller de Boisclerc (800 livres de plus que ce qu'ils s'étaient obligés à payer en 1733). Ils sont condamnés à payer la dette, les frais de justice, les dommages et intérêts. Louis Lepage, Louis Deveaux (qui travaille au moulin) et Jean-Baptiste Gariépy (engagé par Germain) doivent ensemble 2 000 minots de blé à Lanouiller de Boisclerc, promis par billet, en garantie de la sentence du 5 août 1732. Les défendeurs ne comparaissent pas ; Deveaux et Gariépy seront réputés être les débiteurs de cette dette.
Le 11 février 1734, Lepage envoie son frère Germain Lepage à Québec aller prêter serment de foi et hommage au Roi à sa place, pour sa nouvelle acquisition du fief des Plaines.

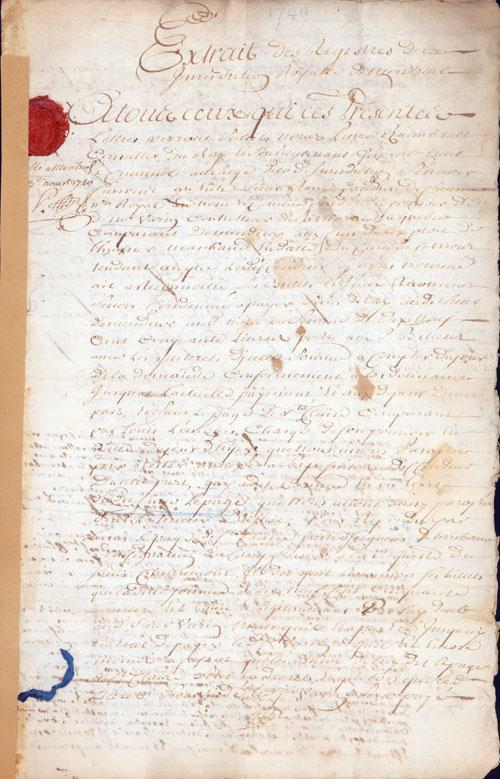
Jugement en faveur de M. Varin

Le 16 février 1734, Louis Lepage envoie Louis Limoges, qui dépose un écrit de défense pour Lepage. Louis Lepage est tout de même condamné à payer 2 950 livres avec intérêts à partir du 8 février 1734. Quant à eux, les employés Deveaux et Gariépy sont assignés à comparaître le premier jour d'audience. La même date, un jugement est prononcé contre Louis Lepage à propos de la dette qu'il a envers M. Varin (contrôleur de la marine), pour 1 900 livres. Les deux sentences de la juridiction royale de Montréal du 5 août 1732 et du 29 janvier 1734 indisposent Louis et Germain Lepage, et ils les portent en appel au Conseil supérieur. Le 22 février 1734, le Conseil supérieur juge sur l'appel de Louis et Germain Lepage, et celui-ci confirme les jugements qui avait été rendus et punissent même les appelants par une amende de 3 livres pour « fol appel ». Le 12 mars 1734, les défendeurs doivent venir faire leur déclaration sur la saisie qui a été faite. Louis Deveaux, qui travaille au moulin, déclare sous serment qu'il n'a rien eu qui appartînt au sieur Lepage ni au cours de la saisie, ni depuis lors. Il a été engagé par le sieur lepage à 600 livres/an et a cessé ses activités aux saisies, et il a laissé la moûture du temps qu'il a été au moulin dans un cabinet, dont il a remis la clé au sieur Lepage. Il ne peut dire la quantité qu'il y en avait, sur laquelle le sieur Lepage en aurait pris pour vivre. Quant à lui, Jean-Baptiste Gariépy affirme qu'il n'a rien appartenant au sieur Lepage de Sainte-Claire. Il a été engagé par le Germain Lepage de Saint-François jusqu'à la fin du mois, d'après son bail. En plus ce qui est déjà mentionné dans le procès-verbal de la saisie qui avait eu lieu, il a été laissé quatre bœufs (dont deux de tir) et quatre vaches laitières. Depuis la dernière saisie, il y avait du grain dans un grange dont il a livré 120 minots de blé pour moûture et semence, et 53 minots pour la maison du seigneur Lepage. Il y a encore aux greniers quelques minots de pois et d'avoine de l'automne passé pour les semences de cette année, quatre cochons appartenant à Germain Lepage, des poules, une cavale, une taure. Tout cela n'était pas non plus mentionné à la saisie. Le lieutenant-général qui reçoit cette audience ordonne que Deveux rende compte des moûtures passées au moulin depuis la saisie. Le 26 février 1734, les frères Lepage contractent ensemble une obligation envers M. Varin, contrôleur de le marine. Le 13 mars 1734, les Lepage se désistent de leur appel (pas étonnant, vu ce qu'il leur est arrivé au Conseil supérieur), et ils concentent à l'exécution de leurs obligations et des sentences intervenues. Louis Lepage doit payer à Lanouiller de Boisclerc] une somme de 1 839 livres 8 sous 7 deniers pour le surplus des 2 000 minots de blé mentionnés au billet. Les parties conviennent de nommer des experts pour régler les dommages et intérêts. Germain Lepage, faute d'avoir livré les planches et Louis Lepage, faute d'avoir livré le blé, devront payer des dommages et intérêts.
Le 13 avril 1734, le notaire René Gaudron de Chèvremont déclare au greffe de la juridiction royale de Montréal qu'il a perdu un petit coffre lors de l'incendie de 1734 à Ville-Marie. Dans ce coffre, il y avait entre autres une condamnation contre les frères Lepage à payer 1 228 livres, un billet fait par l'abbé Lepage à M. Lanouiller de Boisclerc, et deux autres billets faits par lui valant environ 2 000 livres, deux billets de l'abbé Lepage en faveur de M. Varin (contrôleur de la marine), et une obligation solidaire du sieur Germain Lepage de Saint-François du montant desdits billets, qui peut être de 1 800 à 1 900 livres.

### Une église pour Terrebonne (1734-1735)

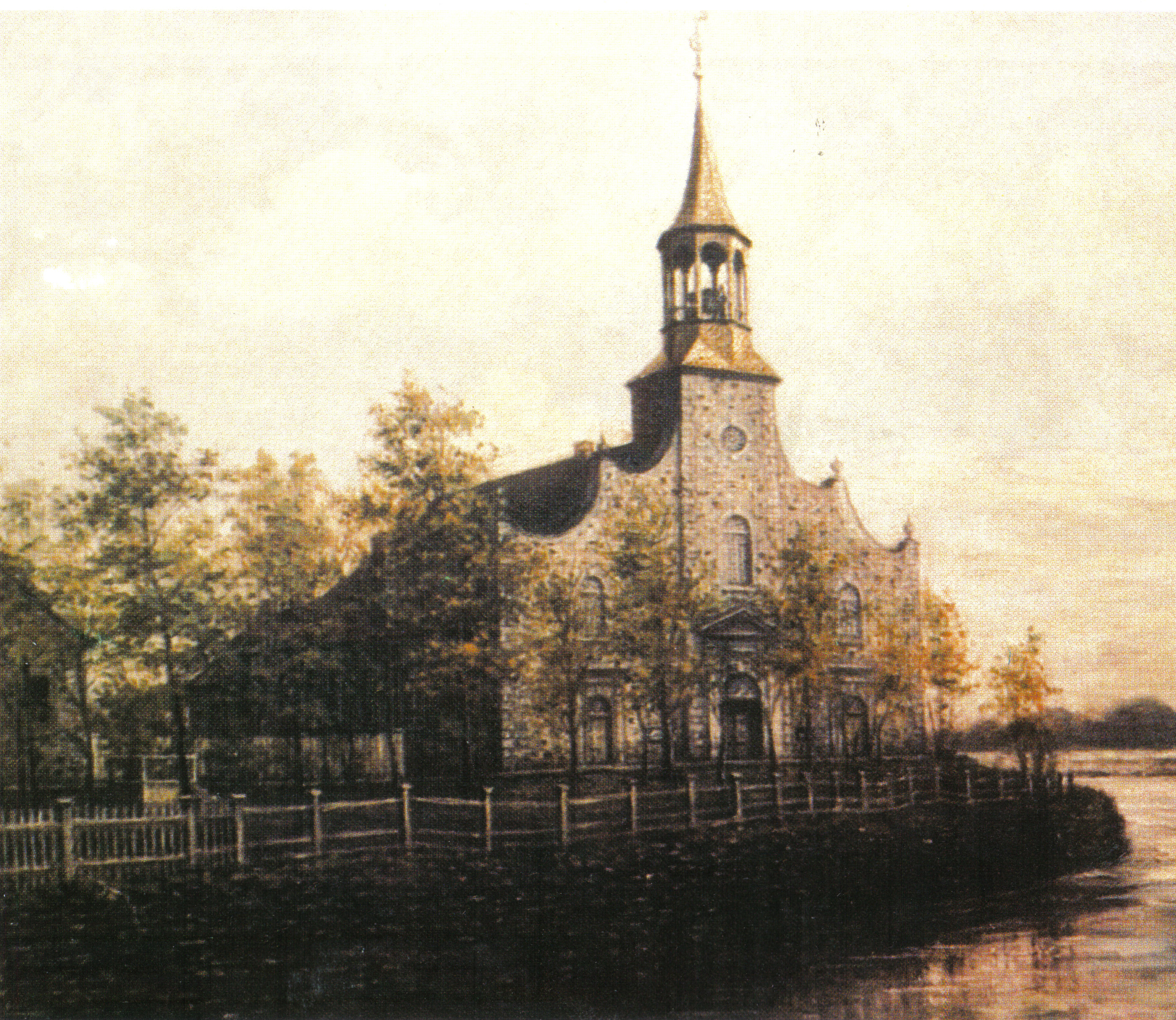
Première église de Terrebonne
(les chapelles en croix ont été intégrées dans le corps du bâtiment en 1829)

En 1731, un terrain fut ajouté à celui de la Fabrique pour construire un presbytère. En effet, Louis Lepage vivait alors dans une simple maison construite en pièces-sur-pièces qui lui servait d'hôtel seigneurial. Le 1er janvier 1734, lors d'une assemblée de marguilliers, on fait remarquer au curé Lepage que la chapelle est en bien mauvais état, que son terrain est trop petit pour contenir un cimetière et un presbytère, et qu'en fait, il faudrait reconstruire ailleurs. À l'unanimité, on décide que la future église sera en haut du coteau (sur l'actuelle rue Saint-Louis), d'autant plus que le bruit des passants était capable d'interrompre le prêtre à l'autel. Le sieur Lepage va même réserver un terrain à cette fin au dit coteau. Pourtant, à la dernière minute, on va décider de construire l'église au même endroit que la chapelle, mais plus loin de la berge. Ironiquement, la future deuxième église qui sera construite plus d'un siècle plus tard se trouvera... à l’endroit initialement prévu.
Les travaux débutent en 1734 et se terminent en automne 1735. Pour financer la construction de l'église, Lepage va emprunter de l'argent à son prêtre desservant Jean Bouffandeau par un acte sous seing privé le 9 juin 1734. C'est le sieur Derivière qui fournit la marchandise pour la construction, laquelle vaut 1 207 livres 12 sous 6 deniers. Le 11 novembre 1734, Lepage et Bouffandeau passent trois marchés avec les ouvriers. Le 15 janvier 1735, Louis Lepage et son frère Germain Lepage signent ensemble une obligation, et reconnaissent devoir à Bouffandeau 3 000 livres. Le 21 avril 1735, Bouffandeau passe deux autres marchés avec les ouvriers.
Une fois terminée, l'église mesure « quatre-vingts-douze pieds de long sur trente-six de large avec deux chapelles en croix, chacune de quinze pieds enquarré, le tout construit en pierre et couvert de bardeaux. » Il y a également un presbytère de « trente-sept pieds de long sur trente de large construit de pièces sur pièces à un étage couvert en planches. » Le presbytère, étant la demeure du curé qui est aussi le seigneur, sert aussi d'hôtel seigneurial. Le 15 juin 1734, Lepage envoie une requête à l'intendant Hocquart pour qu'il ordonne une répartition pour « l'édification et perfection de l'église de Terrebonne ». Il ordonne ladite répartition le 17 juin 1734, et oblige les habitants à fournir pierre, chaux, bois, de charpente, planches, madriers de trois livres en argent ou en journées (corvée).
Sans surprises, Lepage aura quelque difficulté à rembourser Jean Bouffandeau pour la construction de l'église. Sans doute que ce dernier a entamé des poursuites et obtenu une saisie, car le 1er juillet 1735, les parties se rencontrent pour un  appointement. À la demande de Bouffandeau, un arrêt est promulgué. Le même jour, Louis Lepage et Germain Lepage reconnaissent leur dette à son égard, et il est probable qu'à ce moment-ci, elle se soit élevé à 2 595 livres 7 sous 8 deniers. On peut donc croire que Lepage avait déjà remboursé la différence, soit 404 livres 12 sous 4 deniers. Le 4 juillet 1735, l'huissier Saulquin prononce une sentence contre Lepage. Le même jour, les frères Lepage font appel. Finalement, un désistement d'appel aura lieu. Le 25 juillet 1735, la prévôté de Montréal rend une sentence d'après laquelle il faut déduire de la dette des Lepage 1 344 livres 6 sous 8 deniers ; elle s'élève donc à 1 251 livres 1 sou. Lepage a donc réussi à rembourser 1 748 livres 19 sous. Le 29 novembre 1735, le compte est présenté à Lepage par Bouffandeau. Par la suite, il y a d'autres appointements et une rencontre au cours de laquelle les parties débattent.

### Suite des problèmes de Lepage avec ses créanciers (1736)

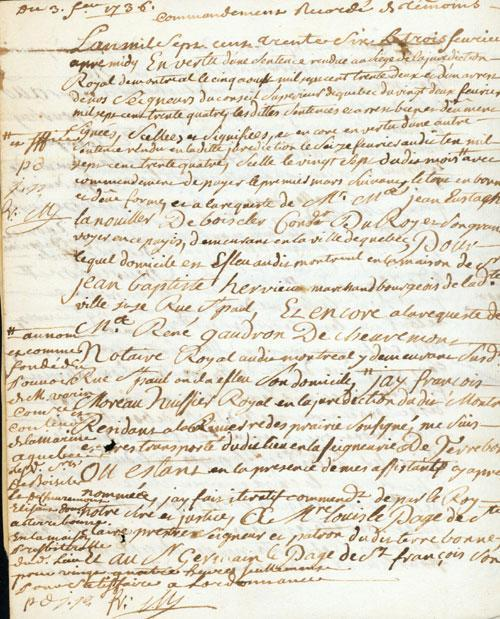
Lepage est sommé de payer sa dette envers Lanouiller de Boisclerc

Les ennuis qu'avait Louis Lepage avec ses créanciers en 1734 se poursuivent en 1736.
Le 28 janvier 1736, le grand-voyer Jean-Eustache Lanouiller de Boisclerc déclare devant le greffier de la juridiction royale de Montréal qu'il est parti de Québec en carriole le 24 janvier 1736 et qu'il est arrivé le 28 janvier 1736 à midi, et qu'il est ainsi venu à Montréal pour continuer ses poursuites contre les frères Lepage. Les problèmes qu'ont les Lepage avec M. Lanouiller de Boisclerc reprennent de plus belle.
Rappelons que le 30 janvier 1736, Germain Lepage se désiste de la saisie qu'il intentait contre la seigneurie de Terrebonne lors d'une déclaration faite au notaire René Gaudron de Chèvremont.
Le 31 janvier 1736, René Gaudron de Chèvremont, procureur de M. Varin (commissaire de la Marine), un créancier de Lepage, prononce la saisie des effets et des biens de ses moulins à scie.
Le 1er février 1736, Guillaume Estèbe Martel (bourgeois de Québec), procureur des héritiers de feu Jean Crespin (conseiller au Conseil supérieur de Québec), déclare être parti de Québec en carriole le 26 janvier 1736 et être arrivé à Montréal le 1er février 1736 à 19 heures. Il vient de se faire payer des sommes dues à la succession de feu M. Crespin par les sieurs Lepage. Il affirme qu'il séjournera là jusqu'au parfait remboursement des sommes dues. Il proteste de ses frais de voyage et de ses frais de séjour à venir.
Le 3 février 1736, les frères Lepage sont sommés de payer les sommes qu'ils ont été condamnés à payer à M. Lanouiller de Boisclerc.
Comme les Lepage ne paient ni M. Lanouiller de Boisclerc, ni M. Gaudron de Chèvremont (procureur de M. Varin), une saisie a lieu le lendemain, le 4 février 1736. Les sommes réclamées sont les suivantes :
- 3 244 livres 7 deniers d'une part et 174 livres 15 sous 6 deniers d'autre part pour fourniture par le sieur Jean-Baptiste Hervieux pour réparations à la chaussée du moulin (avec les intérêts) ;
- 1 950 livres, plus intérêts, dues au sieur Varin par la suite d'une obligation contractée par les frères Lepage le 26 février 1734.

C'est la seigneurie de Terrebonne, y compris l'augmentation des Plaines, qui est saisie au complet, et tout doit être vendu aux enchères. Cela donne l'occasion d'avoir une bonne description de la seigneurie :
On apprend également que toute la devanture de la seigneurie est acensée et mise en valeur. Le quart des terres de la rivière Sainte-Marie est concédé.
En 30 mars 1726, le sieur de Varennes mourait, et Lepage n'avait toujours pas remboursé ce qu'il lui devait. Rappelons que c'est le sieur de Varennes, grand vicaire à Québec, qui avait pris sur lui la dette de Lepage à l'égard de Jean Crespin, afin qu'il puisse acheter ses marchandises. Le 9 octobre 1729, Lepage avait reconnu que cette dette était en fait la sienne. Le 6 février 1736, les héritiers de Jean Crespin poursuivent le Séminaire de Québec devant la prévôté de Québec à cause la dette impayée du sieur de Varennes. Le 7 février 1736, la prévôté de Québec constate que les héritiers Crespin, représentés par Louis Beaudoin (curateur) et Guillaume Estèbe (procureur de la succession) font erreur en poursuivant le Séminaire, car ils ont cru qu'il était responsables de la dette de Lepage à cause d'une autre dette qui était semblable dans sa somme et son échéance, mais qui était contractée par d'autres. Comme c'est le sieur de Varennes qu'il aurait fallu poursuivre, le Séminaire est déchargé de payer la dette de Lepage. Le 13 février 1736 a lieu une transaction reliée à cette affaire à Montréal devant le notaire de Chèvremont.

### Aveu et dénombrement de 1736
Le 20 mai 1736, Lepage produit son aveu et dénombrement (un rapport sur l'état de sa seigneurie), comme il en est obligé. On y apprend notamment que la population de la Côte de Terrebonne est maintenant de 44 habitants, et que sa colonisation va bon train. Il y a aussi trois colons sur l'île aux Vaches (ceux-là mêmes dont avait hérité le sieur Dupré à la suite de son accord avec le Séminaire). Plus au nord de Terrebonne, il y a maintenant des gens qui commencent à habiter les deux côtés d'une « rivière Sainte-Marie ». L'augmentation des Plaines commence encore timidement à se peupler, mais Lepage y a concédé des fiefs à sa famille et aussi à des gens qui pourront éventuellement lui être utiles, y compris un médecin d'origine irlandaise (voir Vassaux de Lepage et leurs fiefs). Ses vassaux n'iront malheureusement jamais habité là pour la plupart. Soulignons aussi l’existence du fief Sainte-Claire, qui préfigure la distinction entre les futures villes de Sainte-Anne-des-Plaines et de La Plaine (1922-2001). Dans Terrebonne proprement dit, le seigneur s'est réservé quatre domaines, dont un particulièrement grand (17 arpents de front par deux lieues de profondeur) qui s'appelle la Pointe aux Pins. Dans les Plaines, Lepage a deux grands domaines. En ce qui concerne les habitants du village de Terrebonne, voici une petite curiosité : ils sont tenus de clôturer leurs lopins de terre afin que les animaux domestiques n'envahissent pas les rues ! En tout, il y a 81 ou 88 censitaires dans la seigneurie.
L'aveu et dénombrement donne aussi une description détaillée des moulins de Terrebonne. Il y a d'abord le moulin à farine, de 120 pieds de long par 40 pieds de large. Il est fait en pierre, a trois étages avec trois greniers au-dessus, et se trouve du côté du village de Terrebonne, sur la chaussée qui le relie à l'île des Moulins. Il possède quatre meules (en 1731, il y en avait que deux), qui permettent de moudre le grain. Il y a ensuite un espace 50 pieds qui sépare les deux moulins, qui sera comblé au XIXe siècle (il y a une bibliothèque municipale à cet endroit de nos jours). Ensuite, il y a le moulin à scie (scierie), en bois, de 60 pieds de long par 30 pieds de large, qui se trouvait sur la chaussée, du côté de l'île des Moulins. Il avait deux scies, pour transformer les billots de bois en planches. Il faut noter que les moulins actuels qui se trouvent là ne sont pas les mêmes que ceux décrits ici ; ils ont pris feu et ont été remplacés par d'autres.

### Saisie de 1737
Encore une fois, la seigneurie de Terrebonne est menacée de saisie. Cette fois, c'est à Jean Bouffandeau, son ancien prêtre desservant, qu'il doit encore de l'argent. Nous avions vu qu'en 1734 et 1735, les frères Lepage s'étaient endettés pour financer la construction de l'église, ce qui les avait plongé dans d'autres embarras.
Le 26 décembre 1736, M. Lamarque et M. Mailhot avaient fait un règlement de comptes arrêté. Un autre règlement de comptes du même genre survient le 5 janvier 1737. Le 26 février 1737, un autre appointement a lieu.
Le 17 août 1737, Bouffandeau en a assez et envoie une requête, sans doute en saisie. Le 5 septembre 1737, la saisie a lieu, et la somme à  recouvrer s'élève à présent à 1 251 livres 1 sou. Cela veut dire que Lepage n'avait plus rien remboursé depuis 1735.

### Les déboires d'un seigneur endetté (1738-1745)
Avec tous les projets qu'il entreprenait, le prêtre s'endettait considérablement. Il tentait bien de trouver de nouvelles sources de revenus, mais il essuyait des revers dont il ne se remettra pas.
Plusieurs années plus tôt, vers 1734, Lepage avait acheté un nouveau crible pour son moulin à farine, sans doute en espérant pouvoir vendre sa farine plus cher. À l'époque, il y avait des abus dans ce commerce : on vendait des farines de mauvaise qualité, dans lesquelles de la poussière et de mauvaises graines se retrouvaient mélangées au blé, faute d'un bon criblage. Comme le dit l'expression, il fallait « séparer le bon grain de l’ivraie ». C'est pourquoi le 18 mai 1732, le Gouvernement de Montréal ordonna que tous les blés soient bien criblés avant d'être moulus, sous peine d'une amende de 100 louis. En 1733, de nouveaux cribles arrivèrent de France. Finalement, le 8 février 1734, le magasin du roi de Montréal obtint l'autorisation de livrer quatre nouveaux cribles, dont un pour Terrebonne.
Le 9 octobre 1735, Lepage avait fait un marché avec les sieurs Havy et Lefebvre, des négociants de Québec, pour leur fournir une quantité de planches au pied de son moulin à scie, en fin de juin ou au commencement de juillet 1736. Les planches prêtes, les deux marchands ne sont pas venus. Cela est très fâcheux, car Lepage avait emprunté de l'argent pour préparer ce bois, que ses créanciers le pressent pour qu'il paie et qu'à cause de l'absence de ces messieurs, il sera obligé de vendre à perte les planches. Le 8 août 1736, il rencontre le greffier de la juridiction de Montréal, C. Porlier, pour mettre à l'écrit une protestation pour dommages et intérêts contre ces négociants de Québec.
Quelques gisements de fer sont découverts près du village de Terrebonne. Lepage se souvient alors que le titre de concession de Terrebonne lui donnait la « propriété des mines et minières » qui se trouvaient sur son domaine. Il cherche à donc à en tirer profit. C'est ainsi qu'il fonde le 12 juillet 1738 une société sidérurgique avec trois membres de la célèbre famille d'Ailleboust : Louis, sieur de Coulonge, son fils Antoine de Manthet et son neveu [Paul-Alexandre de Cuizy. Il est intéressant de noter qu'Agathe Limoges, la fille de l'un des premiers colons de Terrebonne, se joint à cette société alors qu'elle n'a que 26 ans. Malheureusement, cette entreprise est interdite, alors elle ne portera pas fruit. Bien que le sieur de Terrebonne ait la propriété des mines, seul le Roi peut autoriser ses sujets à les exploiter. L'intendant Hocquart rend une ordonnance royale qui lui défend de mener à bien son projet. En effet, ce sont les Forges du Saint-Maurice de Trois-Rivières qui ont le monopole de l'exploitation du fer en Canada ; pas question de lui faire compétition, d'autant plus qu'elles ont des difficultés financières.

« M. Le Page a mal enfourné dans l’entreprise qu’il a faite et M. l’Intendant a eu raison d’arrêter son ouvrage. Il y a des lois établies ; on veut qu’elles soient exécutées en Canada comme elles le sont en France. M. Le Page prétend que les titres lui donnent le droit de mines et minières, et que par conséquent il peut établir sur sa terre une forge de fer. […] M. Le Page devait obtenir la permission de la Cour avant de rien entreprendre… J’ai défendu ici la cause de M. Le Page du mieux qu’il m’a été possible. J’ai représenté que la loi qui défendait aux Seigneurs, en France, d’établir des forges sans une permission du Roi n’avait été rendue que pour empêcher la destruction des bois qui y sont rares, qu’il n’en était pas de même au Canada où les bois étaient extrêmement communs ; que M. Le Page n’avait pas demandé la permission, parce qu’il n’en savait rien, que M. l’Intendant était instruit du travail qu’il faisait faire, que c’était à lui de l’arrêter dès les commencements et non pas de souffrir qu’il le continuât au point où il est aujourd’hui, ce qui est capable de le ruiner entièrement. »

— Lettre du 14 mai 1739 de Pierre Hazeur de L'Orme, délégué du chapitre de Québec en France
La question de la dette de Lepage envers feu Jean Crespin refait surface. Le 7 février 1736, la prévôté de Québec avait constaté que les héritiers Crespin faisaient erreur en poursuivant le Séminaire de Québec, car la dette était attribuée au défunt sieur de Varennes, qui avait pris un billet à la place de Lepage. Cette sentence n'a pas dû leur plaire, car ils firent appel du verdict au Conseil supérieur le 5 septembre 1738, lequel mit l'appel à néant et ordonna que la sentence soit exécutée, vu que la prévôté de Québec avait jugé correctement cette affaire. Les héritiers Crespin se font dire de poursuivre Lepage. C'est ce qu'il font enfin le 8 octobre 1738. Jean-Paul Crespin, négociant de Bordeaux, représenté par le sieur Guillaume Estèbe, obtient la condamnation de Lepage à payer ce qu'il leur doit, soit la dette initiale de 7 086 livres 18 sous 3 deniers.
Comme si ce n'était pas assez, les héritiers du feu sieur Bouat revinrent à la charge. Rappelons qu'en 1720, Lepage avait acheté Terrebonne pour la somme de 10 000 livres en monnaie de France et qu'il s'engageait à payer ladite somme dans les deux ans avec un intérêt de 5 %. Il avait bien payé à Bouat une rente de 500 livres par année jusqu'en 1727 (la valeur des intérêts de la première année), ce qui fait 3 500 livres. Mais à cause des intérêts qui s'accumulaient, la somme à payer avoisinait les 14 071 livres cette-année-là. Il avait donc des arrérages même sur les intérêts. Bouat mourut en 1726, et c'est sa veuve et autres héritiers qui poursuivirent Lepage pour dettes. C'est ainsi que la juridiction royale de Montréal condamne Lepage à rembourser le 29 avril 1739. Sans doute pour gagner du temps, Lepage fait appel auprès du Conseil supérieur le 2 mai 1739. Lepage est alors chanceux, car les procédures traînent en longueur. Les parties échangent des écrits, puis le rapporteur qui étudiait cette affaire étant parti en France, il doit être remplacé par un autre qui doit réexaminer toute la cause depuis le début.
Le 29 septembre 1739, Lepage et les d'Ailleboust mettent fin à la société qui existait entre eux. Lepage conserve les forges érigées sur ses terres, et les d'Ailleboust obtiennent le droit d'aller se servir en bois dans ses forêts pour les huit prochaines années. Quant à Agathe Limoges, elle obtient l'équivalent de mille livres en marchandises.
Lepage va continuer d'essayer d'exploiter le fer de sa seigneurie, mais en vain. M. de L'Orme dit : « J’ai encore parlé plusieurs fois des forges que M. Lepage veut construire sur son terrain ; je ne crois pas qu’on lui accorde, cette année, la permission […]. Il est bien fâcheux pour ce pauvre garçon de se voir ainsi arrêté, cela le met près de la ruine par les saisies qu’ont faites sur lui ses créanciers. »
Les marguilliers de la paroisse Saint-Louis-de-France de Terrebonne envoient une requête à l'intendant Hocquart pour qu'il ordonne que les paroissiens paient une répartition (un impôt religieux par lequel on répartit une somme à payer par les paroissiens au pro rata de la valeur de leurs concessions) afin de financer des réparations à faire sur l'église de Terrebonne : il faut en effet refaire la couverture du toit en bardeaux, la voûte, les planchers et les enduits. Le 21 septembre 1739, l'intendant Hocquart ordonne la répartition comme demandé, afin de constituer la somme de 1 138 livres et 10 sous, pour parachever la couverture de l'église, faire les enduits, les planchers, la voûte et la mettre en l'état de recevoir des bancs. Toutefois, des habitants du nord de l'île Jésus (Laval) sont également tenus de la payer, car ils sont habituellement desservis par le missionnaire de Terrebonne étant donné qu'ils sont trop peu nombreux pour avoir leur propre paroisse (c'est la future paroisse de Sainte-Rose). Les plus anciens habitants de Terrebonne et du nord de île Jésus allouent la part que chacun devra payer et mettent en exécution la répartition le 1er novembre 1739. Cela cause une querelle, car ils ne sont pas de la paroisse Saint-Louis-de-France et sont quand même tenus de payer une somme d'environ 600 livres, et le 18 novembre 1739, ils demandent à l'intendant d'être déchargés de cette répartition. On écoute alors ce que les parties ont à dire. Les paroissiens de Terrebonne objectent que plusieurs habitants du nord de l'île Jésus ont été élus marguilliers de la paroisse Saint-Louis-de-France de Terrebonne, qu'ils y ont leurs bancs, y vont à la messe, y font leurs Pâques depuis plus de vingt ans, y payent la dîme et ont déjà contribué à l'entretien et à la décoration de l'église. Ils disent également que la seule raison pour laquelle ils disent vouloir avoir une église chez eux n'est que pour se décharger de la répartition. Les habitants du nord de l'île Jésus répondent qu'on ne peut leur contester leur droit de se retirer de la paroisse de Terrebonne pour une des deux paroisses de l'île Jésus, que leur situation est difficile étant donné qu'une rivière « souvent impraticable et dangereuse » les sépare de Terrebonne, que leurs enfants ne peuvent donc pas être instruits et leurs malades secourus, qu'ils seront en outre desservis par la paroisse de Saint-François-de-Sales et qu'ils sont tout au plus obligés d'assurer l'entretien ordinaire de l'église de Terrebonne et non des réparations complètes. Pour finir, ils offrent de construire un presbytère. Le 10 mars 1740, le grand vicaire de Québec certifie qu'il a donné l'autorisation au curé Poulin de Saint-François-de-Sales le pouvoir de desservir les habitants du nord de l'île Jésus bien qu'ils soient en dehors de cette paroisse. En conséquence, l'intendant Hocquart donne raison aux demandeurs et ordonne le 16 mars 1740 que les habitants du nord de l'île Jésus soient déchargés de la répartition, à la charge toutefois de construire un presbytère en pierre dès l'été prochain.
Les termes du contrat passé en 1739 impliquent que le moulin à scie de Terrebonne soit loué aux d'Ailleboust, pour qu'ils puissent couper leur bois. Cela occasionne toutes sortes de problèmes. En culbutant leurs rondins de bois dans l'eau, des copeaux s'en détachent et viennent bloquer les moulins, si bien que cela finit par les abîmer. Cet incident est d'ailleurs peut-être à l'origine d'un ancien toponyme de l'île des Moulins : le « barrage des écoupeaux ». Lepage va épuiser les moyens légaux pour en finir avec ce problème, et après trois ans de conflits judiciaires, c'est par une transaction à Terrebonne que le différend sera réglé. Le 27 mars 1742, les d'Ailleboust acceptent de se charger du coût de la réparation du moulin à scie avec de la pruche et du frêne de qualité, et la part de Lepage dans ces travaux ne doit pas dépasser 50 livres. En échange, Lepage leur laisse un emplacement bien précis sur la berge de l'île des Moulins pour qu'ils y placent leur bois, sans laisser tomber des déchets dans l'eau.
À l'époque, le desservant qui aide Lepage à s'occuper de la cure de Terrebonne est M. Chartier de Lotbinière, depuis 1741 jusqu'à 1746. On voit que Lepage lui laisse la vedette, tandis qu'il se met un peu en retrait. Par exemple, en 1742, c'est son desservant qui organise la cérémonie durant laquelle on baptise la cloche de l'église. Les gens de toute la région se rassemblent devant l'église pour voir la cloche, « Pierre-Jeanne », du nom de ses parrains, se faire hisser en haut du clocher. Lepage est présent mais laisse la vedette à M. de Lotbinière, qui d'ailleurs signe le livre officiel de l'événement en tant que « curé ».
Lepage s'essaie encore à tirer de l'argent de l'exploitation du fer. Il a même l'audace de demander à la Cour de prendre en charge les Forges du Saint-Maurice. Évidemment, cela lui est refusé. Sœur Sarrazin explique à M. de L'Orme pourquoi : « D'ailleurs M. Le Page ne proposait aucunes cautions, ni fonds pour faire une pareille entreprise, ce qui fait que l'on ne l'a point écouté. »
Un beau jour, Lepage reçoit la visite de Pierre Lupien dit Baron et ses deux fils. C'est un expert en coupe de bois de chêne, et il est envoyé par l'intendant Hocquart pour hâter la construction d'une nouvelle flûte pour le Roi.
Pour mieux exploiter les forêts de son augmentation des Plaines, Lepage a besoin de connaître avec plus de certitude ses frontières. Il fait donc faire son arpentage par Jean-Baptiste Auger et Jean Péladeau, arpenteurs jurés de Montréal. Ils vont à la limite nord de l'augmentation des Plaines, à un ruisseau « où il y a de vieille etcluse de castor ». Ils dépassent la frontière et vont plus au nord, jusqu'à la rivière l'Achigan, où il plantent deux poteaux de cèdre. Ils retournent à la frontière et placent deux poteaux sur lesquels un lame de fer indique « Borne inviolable et perpétuel à tout jamais. »
Malgré tout ses efforts, c'est la fin ; ses dettes ont raison de lui. Il doit se défaire de sa seigneurie. Le 15 septembre 1744, il rencontre Louis de Chapt de Lacorne, l'aîné, qui est accompagné de Jacques de Lafontaine (un des vassaux de Lepage). Ils décident sous quelles conditions se fait la passation de la seigneurie, et La Corne entre en possession de la seigneurie le jour-même. Le 15 janvier 1745, ils se rencontrent à nouveau devant notaire pour produire un document officiel confirmant la décision qui a été prise. Lepage semble très attaché à sa seigneurie, car il essaie vraiment de s'accrocher à tous les lambeaux qu'il peut en garder. Bien que sa maison seigneuriale ne lui appartienne plus, il est tout de même convenu que sa chambre lui sera réservée, ainsi que celle qui se trouve en dessous. Il pourra aussi conserver son jardin, quant à son écurie et son étable, il se pourrait qu'elles soient détruites, pourvu qu'on les reconstruise pas trop loin de sa maison. Lepage informe La Corne qu'il ne pourra pas lui céder son titre de patron de la paroisse, car il l'a cédé à son frère Germain Lepage en 1726. Il établit aussi que le cens et les rentes lui apportent 1 300 livres par année. Quant à son blé, il l'évalue à 40 sous le minot. Quant aux d'Ailleboust, leur bail du moulin à scie, qui doit encore durer pour trois ans, sera respecté. La Corne paie pour le tout la somme de 60 000 livres. C'est juste assez pour payer les dettes de Lepage, qui s'élèvent à 55 268 livres, 7 sous et 5 deniers (Voir Dettes de Lepage). Lepage informe également La Corne qu'il ne pourra pas avoir le « droit de patronage » qui lui avait été offert car il l'a transmis à son frère (Voir Relation entre Louis Lepage et son frère Germain). La Corne octroie quand même à Lepage une consolation : il s'engage à lui verser chaque année le 15 décembre une rente viagère de 1 000 livres, qu'il peut remplacer par un paiement, en une seule fois, de 10 000 livres. La vente est ratifiée le 21 janvier 1745 et l'achat est approuvé le 19 juin 1745.

### Curé de Sainte-Rose de Lima
Les poursuites des héritiers Bouat et l'appel de Lepage auprès du Conseil supérieur firent en sorte que les procédures entre eux durèrent encore bien longtemps, d'autant plus qu'un nouveau rapporteur a dû examiner la cause depuis le début. En revanche, le 25 janvier 1745, le Conseil supérieur rendit finalement son verdict à propos de l'appel de l'abbé Lepage. L'appel fut rejeté, toutefois, le Conseil déclara illicite une somme de 30 livres le marc d'argent que le jugement précédent le condamna à payer en plus du reste.
Tandis que la Guerre de Succession d'Autriche fait rage et que Louisbourg vient de tomber aux mains des Anglais, le fils aîné de Pierre Lepage de Saint-Barnabé, frère de Louis et de Germain et seigneur de Rimouski, se marie. Ainsi, Louis Lepage se rend à Trois-Pistoles en juillet 1746 pour célébrer l'union de Germain Lepage de Saint-Germain (fils de Pierre) et de Geneviève Rioux, fille de Nicolas Rioux, sieur de Trois-Pistoles.
À partir de 1747, Louis Lepage devint le curé de la nouvelle paroisse de Sainte-Rose de Lima sur l'île Jésus. Les registres de cette paroisse se sont ouverts en 1745, et l'église fut construite en 1746. On se souviendra que Louis Lepage fut indirectement impliqué dans sa création à cause d'un conflit au sujet de la réparation du toit de l'église de Terrebonne.
Louis Lepage ne se contenta pas à poursuivre ses activités de curé. Le 23 décembre 1748, Louis Lepage constitua une société avec Joseph Durocher, négociant de Montréal, et François Maisonneuve (capitaine de milice de l'île Jésus en 1752), dans un acte sous seing privé. Au vu de ce qui suit, il est évident que cette société existe afin d'exploiter un moulin, que nous décrirons à l'instant.
Le 9 février 1750, le marchand Joseph Durocher céda à Louis Lepage une digue et un moulin à scie situé sur la rivière Jésus. La digue tient d'un bout sur la terre de Noël Migneron et de l'autre bout sur l'îlet de François Maisonneuve. Ce moulin est donc vendu à Lepage pour la somme de 2 800 livres, somme que Durocher affirme avoir employée pour faire et construire le moulin et la digue. Lepage devra également verser à Durocher une rente annuelle et perpétuelle de 140 livres.
En 1752, Louis Lepage et François Maisonneuve (capitaine de milice de l'île Jésus) louèrent devant le notaire C.-F. Coron un moulin à scie situé sur la rivière Jésus à Jean-Baptiste Depoca, un négociant et exploiteur de bois de construction demeurant à l'île Jésus. Le bail était d'un mois et demi pendant trois années consécutives à partir du printemps de 1752. Depoca devait payer 2000 livres/an de loyer, fournir son propre câble et aider Maisonneuve à monter ses pièces sur le moulin à scie. Ce marché ne se termina pas bien. Depoca n'a pas payé son loyer de 2000 livres/an, et il a fallu faire une saisie. Depoca aurait ensuite fait des poursuites en dommages et intérêts, notamment car il disait que Lepage lui devait des compensations pour des jours perdus à cause des grandes eaux. Lepage et Maisonneuve firent appel de la décision, il y eut une enquête, et finalement, l'intendant Bigot décréta en 1753 que la saisie a été bonne et valable et que Depoca était bel et bien condamné à payer son loyer de 2000 livres.
Lepage eut également quelques problèmes avec la coupe de bois pour son moulin à scie. Le 26 mai 1757, Eustache Lambert Dumont, seigneur des Mille-Îles, poursuivit Lepage en justice car il aurait été couper du bois dans son domaine seigneurial (dans les terres non concédées). Le 3 juin 1757, des témoins habitant tous près de la rivière du Chêne (seigneurie des Mille-Îles, aujourd'hui à Saint-Eustache, à l'époque inclus dans la paroisse de Sainte-Rose) sont comparus pour tirer au clair cette affaire :
- Pierre Masson (63 ans) a dit ne pas savoir le nombre de pièces de bois que le sieur Lepage peut avoir fait couper sur les terres non-concédées de la seigneurie des Mille-Îles, qu'il y en avait peut-être trente ou quarante, ou davantage, et que Lepage lui a dit ces pièces étaient pour le moulin.
- Jean Coron (51 ans) a dit ne pouvoir dire au juste la quantité de pièces de bois que le dit Lepage avait fait couper sur le domaine ou les terres non concédées de la seigneurie des Mille-Îles, mais que lui Coron en avait fait sauter les unes après les autres par-dessus la digue, suivant en cela l'ordre de François Maisonneuve, qui est l'homme de Lepage.
- Antoine Parent (40 ans) a dit n'avoir d'autre connaissance des faits qu'on lui a lus sinon qu'il a travaillé une journée de 1754 avec son harnais à livrer des pièces de bois sur le domaine de la seigneurie des Mille-Îles, que Lepage lui a dit être pour la construction ou la réparation de son moulin.
- Joseph Masson (36 ans) a dit avoir travaillé en 1754 pendant trois jours à couper des pièces sur les terres non-concédées de la seigneurie des Mille-Îles suivant les ordres du sieur Lepage, et qu'il a fait passer les pièces par-dessus la digue avec un levier, qu'il devait y en avoir plus ou moins cent, et que Lepage en avait aussi fait couper les années suivantes[37].

Ce dernier Joseph Masson (1720-1804) est probablement le grand-père de Joseph Masson (1791-1847), le futur seigneur de Terrebonne. Mieux encore : c'est Louis Lepage qui lui a concédé sa terre, en tant que procureur du seigneur Dumont, le 29 avril 1756.
Le fait que tous les témoins assignés aient vécu le long de la rivière du Chêne donne à penser que le moulin qu'exploitait Lepage se trouvait donc dans ce qui est aujourd'hui Saint-Eustache, endroit qui relevait encore de la paroisse de Sainte-Rose de Lima, et donc qui faisait partie du territoire que parcourait Louis Lepage.
En 1760, Lepage cessa d'être curé de Sainte-Rose de Lima.
Lepage meurt en 1762 à Sainte-Rose (paroisse de l'île Jésus). C'est au village de Terrebonne qu'il a été inhumé le 3 décembre 1762, sous la première église.

## Dettes de Lepage
Rappelons que 12 deniers font un sou (écrit sol autrefois), et que 20 sous font une livre. C'est une monnaie de compte, et non pas des pièces (monnaie de règlement). Les pièces de monnaie étaient par exemple des écus (valant 3 livre) ou des louis (valant 60 sous). Elles devaient être sonnantes et trébuchantes : elles devaient faire le bon son (caractéristique d'une monnaie avec un bon titre de métal), et trébucher (c'est-à-dire peser le bon poids lorsque pesé avec le trébuchet). C'était pour prévenir le faux-monnayage.
| Dettes que Lepage doit payer d'un instant à l'autre                                                                                                   | Dettes que Lepage doit payer d'un instant à l'autre |
| Créanciers | Montant de la dette                                 |
| --- | --------------------------------------------------- |
| Guillaume Estèbe, procureur des héritiers de feu M. Jean Crespin                                                                                      | 12 967 livres, 15 sous                              |
| Louis-François Hervieux, marchand | 1 600 livres                                        |
| Jean-Eustache Lanouiller de Boisclerc, le grand-voyer                                                                                                 | 718 livres, 16 sous                                 |
| Succession de Pierre de Lestage (Monsieur L'estage)                                                                                                   | 868 livres, 3 sous                                  |
| Ignace Gamelin, marchand | 1 289 livres, 3 sous                                |
| M. de Lanouiller (Monsieur de la nouiller) | 1 969 livres, 8 sous                                |
| Le Roi | 1 485 livres                                        |
| Le sieur Poudret | 400 livres                                          |
| Jean-Victor Varin de La Marre, contrôleur de la Marine (Monsieur Varin)                                                                               | 900 livres                                          |
| Monsieur Robert | 150 livres                                          |
| Charles Nolan Lamarque, marchand (Sieur La marque) | 4 825 livres, 7 sous, 5 deniers                     |
| Jacques Gadois dit Mauger, marchand et orfèvre (Sieur Maugé)                                                                                          | 898 livres                                          |
| Le sieur Delisle (Sieur de Lisle) | 1 000 livres                                        |
| Les héritiers de feu François-Marie Bouat, pour arrérages de rente                                                                                    | 810 livres, 15 sous                                 |
| Sous-total : | 29 883 livres, 7 sous, 5 deniers                    |
| Rentes que Lepage doit payer |                                                     |
| Rentiers | Montant à payer                                     |
| Jean Bouffandeau, curé de Lachenaie | 3 000 livres                                        |
| M. Deschambault | 1 544 livres                                        |
| La Congrégation de Notre-Dame de Montréal | 2 000 livres                                        |
| Les héritiers de François-Marie Bouat | 4 842 livres                                        |
| Les Ursulines de Québec | 4 000 livres                                        |
| Intérêts de 5 % dus sur le prix d'achat de la seigneurie (10 000 livres), à raison de 500 livres/an (Voir Acquisition de la seigneurie de Terrebonne) | 10 000 livres                                       |
| Sous-total : | 25 386 livres                                       |
| TOTAL DES DETTES : | 55 268 livres, 7 sous, 5 deniers                    |

## Liste des prêtres desservants de Lepage
Lepage a eu plusieurs prêtres desservants pour l'aider avec la paroisse de Saint-Louis-de-Terrebonne. Il arrivait même qu'on dise qu'ils soient « curés », quand bien même c'était pourtant Louis Lepage qui était le titulaire de la cure.
| Prêtres desservants                                                    | Début | Fin  |
| ---------------------------------------------------------------------- | ----- | ---- |
| J.-Auguste Mercier, récollet                                           | 1727  | 1728 |
| N.-Albert Couturier, récollet                                          | 1731  | 1733 |
| Jean Bouffandeau, sulpicien                                            | 1734  | 1735 |
| Jean-Charles Chevalier, récollet                                       | 1735  | 1738 |
| Stanislas Bollat, récollet                                             | 1738  | 1741 |
| Valentin Chartier de Lotbinière                                        | 1741  | 1746 |
| Hyacinthe Perrault, récollet                                           | 1746  | 1750 |
| J.-B. Petit-Maisonbasse (il devient le prochain curé à partir de 1751) | 1750  | 1750 |

## Relation entre Louis Lepage et son frère Germain
Tout au cours de la vie de Louis Lepage, son petit-frère Germain Lepage l'aide à développer sa seigneurie, et ils semblent entretenir une relation particulière.
Germain Lepage est le 5e fils du sieur René Lepage, et il serait né en 1709, soit treize ans après que la famille Lepage ait déménagé à Rimouski. Il aurait donc 19 ans de moins que Louis. Son prénom, Germain, lui vient sans doute de son grand-père, qui avait le même. La particule qu'il porte, « de Saint-François » réfèrerait au village de Saint-François, sur l'île d'Orléans (d'où toute la famille vient). Germain se trouve encore à Rimouski en 1717, car il signe une obligation à Louis le 1er octobre 1717 dans lequel il est dit qu'il y vit encore.
C'est le 27 février 1723 qu'il apparaît dans l'histoire de Terrebonne, soit trois ans après l'achat de la seigneurie. Ce jour-là, il achète de Louis Renaud une terre de 2 arpents de front par 20 arpents de profondeur dans la Côte de Terrebonne. Il achète également à Pierre Maisonneuve une partie de sa terre au prix de 300 livres : 150 livres sont payées en marchandise et 150 livres sont payées en deux cents messes de requiem pour le repos du vendeur (à sa mort) et de sa défunte femme. Rapidement, il donnera ces terres à deux marguilliers. Il s'agissait en fait d'acquérir le terrain sur lequel serait construite la chapelle Les Bois.
Le 7 janvier 1725, Louis donne à Germain des îles et des îlets devant sa terre de la Côte de Terrebonne. Quelques jours plus tard, le 23 janvier 1725, Pierre Maisonneuve se défait de 2 des 20 arpents qu'il possède, pour les transmettre à Germain. Deux jours plus tard, le 25 janvier 1725, Louis procure à Germain une autre île et un autre îlet près du moulin. Finalement, le 27 janvier 1725, Louis procure à Germain une terre de 6 arpents de front par 2 lieues de profondeur (la profondeur de la seigneurie) sur le « grand chemin », une terre de « quatre arpents sur quarante », un moulin et encore une autre terre de 7 arpents de front au bout de celle qu'il a déjà. Louis transmet donc à Germain des immeubles de valeur, mais il se réservera le droit de s'en servir toute sa vie durant.
Auparavant, Louis Lepage avait été le curé de Lachenaie, et il était entré en possession de vases sacrés et de meubles. Voilà que le 5 décembre 1726, Louis donne à Germain ses vases sacrés et ses ornements rapportés de Lachenaie, mais en plus, il lui transmet son « droit de patronage » (dont il avait été question lors de la création de la paroisse de Saint-Louis de Terrebonne). Par ailleurs, Germain accole sa maison à celle de son frère Louis.
Le 8 février 1727, un contrat de mariage est signé entre Germain et Marie Marguerite Gariépy. Ils se seraient marié le jour suivant. Ils auront pas moins de quinze enfants ensemble.
Le 26 mars 1730, c'est au tour de leur frère Paul Lepage de Molé (il est le seigneur d'un fief qui s'appelle La Molé, La Mollaie, Lessard ou encore Pointe-au-Père) de venir s'installer à Terrebonne. Il y achète en effet une terre à Pierre Limoges (alias Pierre Amant dit Jolicœur).
Vers 1927, Germain engageait François-Simon Delorme pour « faire ce qu'il y aura à faire tant au moulin à scie qu'au moulin à farine », avec l'assurance de garder cet emploi neuf ans. Or, trois ans plus tard, Louis a du mal à payer les dépenses d'entretien des moulins, ainsi que les gages de François-Simon Delorme. C'est pourquoi en échange d'un moulin donné la veille, Germain s'engage le 27 mars 1730 à payer Delorme à la place de Louis pour les trois années à venir.
Toujours en 1730, leur sœur Reine Lepage (qui est entrée en religion chez les Ursulines de Québec) et Germain paient une dot de 2 000 livres à Louis sous la forme d'une rente de 100 livres par année.
En 1731, on sait que Germain est devenu le capitaine de milice de Terrebonne.
Le 1er septembre 1731, Germain prête 6 000 livres à son frère Louis, tout se reconnaissant débiteur envers Germain au moyen d'un acte notarié qu'on appelle une « obligation ».
Le 27 novembre 1732, Louis donne tout ce qu'il possède (ses biens, ses terres, ses moulins, ses maisons, etc.) à Germain pour toujours et de façon irrévocable, et ce à partir du jour de sa mort. Bien sûr, Louis se réserve l'usufruit de ses biens tant qu'il sera vivant, et il se réserve la possibilité de les vendre (avec l'accord de Germain) si jamais ils devaient lui servir à rembourser des créanciers.
Le 22 août 1732, Louis Lepage concède à son frère Germain un fief de 8 arpents de front par 2 lieues de profondeur dans l'augmentation des Plaines. D'un côté, il touche à la terre d'Agathe Limoges et de l'autre à celle de Jean Rochon, fils. Cela fait de Germain le vassal de Louis, son suzerain, et à ce titre, il est tenu de lui présenter foi et hommage, tout comme Louis est le vassal du Roi. Terrebonne étant lui-même un fief du Royaume de France, on peut aussi qualifier Sainte-Claire d'arrière-fief ou de vavassorie. Le 10 janvier 1733, Louis Lepage concède à son petit-frère Germain Lepage un autre fief, de 18 arpents de front par 2 lieues de profondeur dans l'augmentation des Plaines, qui s’appellera le fief Sainte-Claire, et qui touche à la frontière est avec Lachenaie. Ce fief préfigure le futur village de La Plaine (1922-2001), ainsi que le fait que ce soit une entité distincte du reste de l'augmentation des Plaines, qui correspond à Sainte-Anne-des-Plaines.
Le 12 janvier 1734, Louis cède une terre de 3 arpents et 6 perches de front par 4 arpents de profondeur aux enfants mineurs de Germain, qui sont à l'époque Louise (6 ans), Louis (5 ans), Marguerite (presque 4 ans) et Catherine (2 mois). Ce même jour, Louis Lepage concède aux enfants des fiefs qui au total font 34 arpents de front par 2 lieues de profondeur :
- Louis Lepage de Saint-François obtient un fief de 10 arpents de front par 2 lieues, à l'ouest du fief concédé à feu demoiselle Marianne Catherine Silvain ;
- À l'ouest du précédent, Louise Lepage de Saint-François obtient un fief de 8 arpents de front par 2 lieues ;
- À l'ouest du précédent, Marguerite Lepage de Saint-François obtient un fief de 8 arpents de front par 2 lieues ;
- À l'ouest du précédent, Catherine Lepage de Saint-François obtient un fief de 8 arpents de front par 2 lieues ;

Il semble que de tous ces enfants, seule Marguerite survivra. Louis mourra à l'âge de 8 ans, et les autres ne laisseront plus de traces.
Louis va finir par refuser de rembourser les 6 000 livres qu'il devait à Germain, alors qu'il était mis en demeure de le faire. Étant donné l'obligation qui a été passée, le 25 janvier 1734, l'huissier Perrin va procéder à la saisie de la seigneurie de Terrebonne, du logis seigneurial principal et des fiefs. Le 31 janvier 1734, un affiche sur cette saisie est fixée au poteau public du marché de Montréal et sur la porte de l'église Notre-Dame de Montréal, ainsi que sur la porte de l'église paroissiale de Terrebonne et à la porte du logis seigneurial. Une deuxième criée a lieu le 14 février 1734, une troisième le 28 février 1734 et la quatrième, le 14 mars 1734. Le 9 juillet 1734, le procès-verbal des panonceaux de saisie est fait. Finalement, Germain se désistera de la saisie lors d'une déclaration faite au notaire René Gaudron de Chèvremont le 30 janvier 1736. Beaucoup plus tard, le 21 janvier 1745, Germain fera quittance de cette dette que son frère Louis lui devait.
Le 11 février 1734, Louis envoie son frère Germain à Québec aller prêter serment de foi et hommage au Roi à sa place, pour sa nouvelle acquisition du fief des Plaines.
Le 10 octobre 1735, Louis Lepage vend en son nom et au nom de Germain Lepage leurs droits et prétentions sur la succession du feu seigneur René Lepage de Sainte-Claire, leur père, à leur frère Pierre Lepage de Saint-Barnabé. Louis Lepage vend aussi sa concession de 12 arpents de front par deux lieues de profondeur qui se trouve au sud-ouest de la rivière Rimouski, dans la seigneurie de Rimouski. Tout cela leur permet également de tirer des revenus additionnels.
En 1736, Louis ne mentionnera pas les fiefs des Lepage dans son aveu et dénombrement. Plus tard, quand la seigneurie sera désormais à Louis de Chapt de La Corne, l'aîné, Germain aura quelques différends avec le nouveau seigneur au sujet notamment de ces fiefs.

## Vassaux de Lepage et leurs fiefs

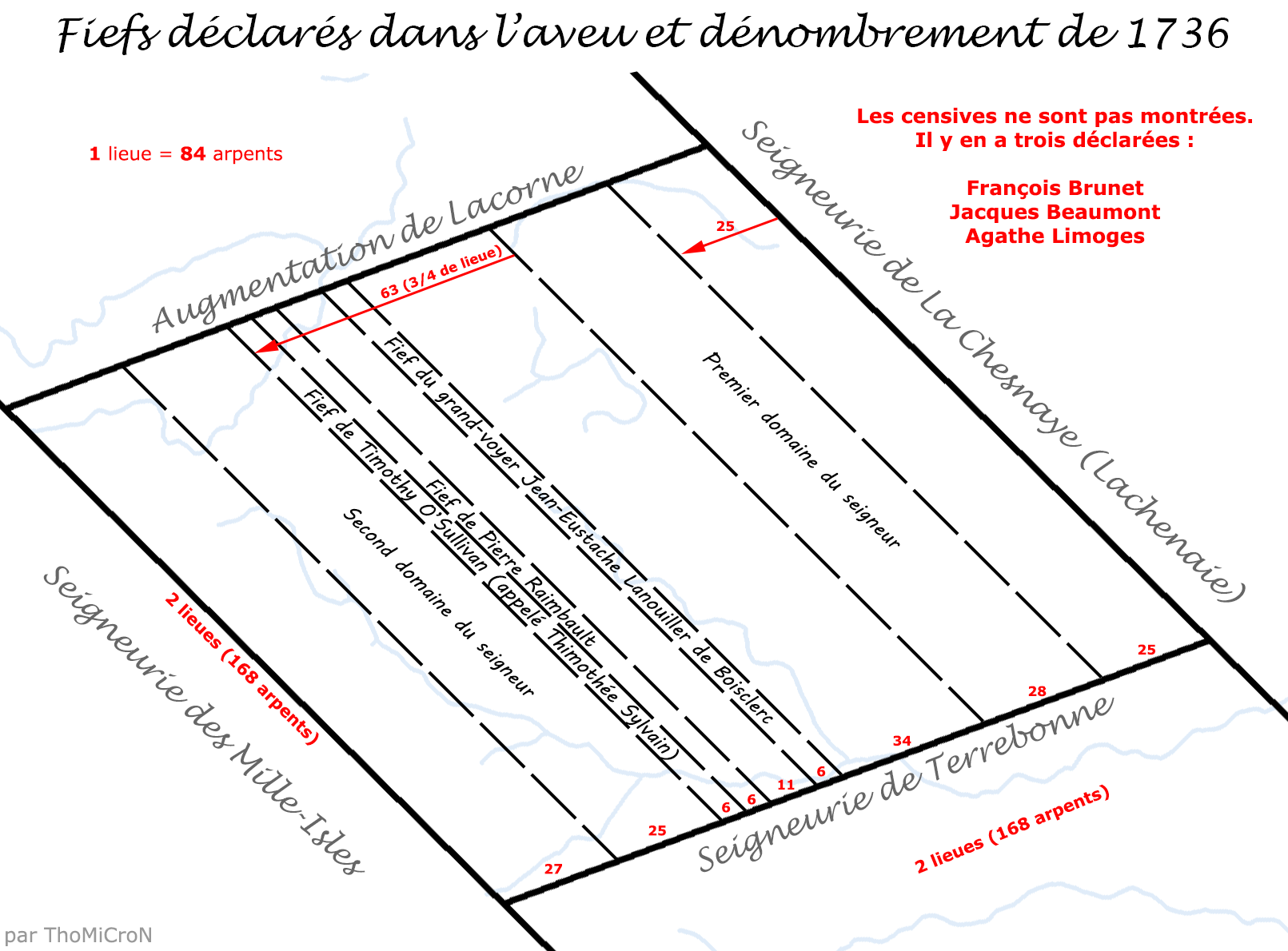
Carte hypothétique des fiefs déclarés dans l'aveu et dénombrement de 1736.

Lepage a eu des vassaux dans l'augmentation des Plaines :
- Marie-Catherine Sylvain (O'Sullivan), fille du médecin Thimothée Sylvain (Timothy O'Sullivan), s'est fait concéder un fief en 1732. Elle va mourir, puis son fief sera réuni au domaine du seigneur sur demande de son père, peut-être en 1737.
- Germain Lepage de Saint-François, son petit-frère, qui s'est fait concéder le 22 août 1732 un fief de 8 arpents de front par 2 lieues de profondeur.
- Germain Lepage de Saint-François, son petit-frère, qui s'est fait concéder le fief Sainte-Claire le 10 janvier 1733 (18 arpents de front par 2 lieues de profondeur). Il touchait au nord-est à la seigneurie de Lachenaie. Ses descendants deviendront à leur tour les vassaux du seigneur de Terrebonne.
- Les enfants mineurs de Lepage, qui se sont fait concéder le 12 janvier 1734 un fief de 34 arpents de front par 2 lieues de profondeur. Leur fief sera réuni au domaine du seigneur le 20 mars 1749. Il était en quatre parties :
  - Louis Lepage de Saint-François avait 10 arpents de front ;
  - Louise Lepage de Saint-François avait 8 arpents de front ;
  - Marguerite Lepage de Saint-François avait 8 arpents de front ;
  - Catherine Lepage de Saint-François avait 8 arpents de front.
- Pierre Raimbault, qui s'est fait concéder un fief de 6 arpents de front par 2 lieues de profondeur. Mort en 1740, son fief sera réuni au domaine du seigneur.
- Jean-Eustache Lanouiller de Boisclerc, le grand-voyer, qui s'est fait concéder le 18 septembre 1733 un fief de 6 arpents de front par 2 lieues de profondeur. Son fief sera réuni au domaine du seigneur le 20 mars 1749.
- Jacques de Lafontaine, qui s'est fait concéder un fief de 6 arpents de front par 2 lieues de profondeur. Son fief sera réuni au domaine du seigneur le 20 mars 1749.
- Thimothée Sylvain (en fait, Timothy O'Sullivan ; c'est un Irlandais naturalisé), médecin, qui s'est fait concéder un fief de 6 arpents de front par 2 lieues de profondeur. Son fief sera réuni au domaine du seigneur le 22 janvier 1750.

## Marchés que passa Lepage
Lepage passa un marché avec le Roi pour une livraison de blé :
| Date       | Notaire            | Description de l'acte |
| ---------- | ------------------ | --- |
| 1735/10/07 | [Sous seing privé] | [Classé à la suite du minutier de Jean-Chrysostôme Loppinot. Voir microfilm numéro 3426 des Archives nationales du Québec à Montréal.] Marché de fourniture et livraison de blé entre Louis Lepage de Ste Claire, seigneur de Terrebonne et le Roi. |

Depuis 1725, il y avait un moulin à scie (scierie) à Terrebonne. Louis Lepage sera impliqué dans divers contrats pour fournir du bois.
| Date       | Notaire                                                                         | Description de l'acte |
| ---------- | ------------------------------------------------------------------------------- | --- |
| 1722/08/02 | Raimbault, P. (Mtl)                                                             | Marché de livraison de bois de sciage entre Louis Lepage de Ste Claire, prêtre chanoine de la cathédrale de Québec et seigneur de Terrebonne et Pierre de Lestage, marchand et seigneur de Berthier, demeurant en la ville de Villemarie. |
| 1727/03/06 | Senet dit Laliberté, N. (Mtl)                                                   | Marché de fourniture du bois d'une grange entre Maurice Pasquette, de l'île Jésus, faisant tant pour lui que pour Louis Pasquette, son cousin, et Lepage, seigneur de Terrebonne. |
| 1727/10/12 | Louet, J.-C. (Qc)                                                               | Marché pour fournir du bois entre Louis Lepage, prêtre et propriétaire de la terre et seigneurie de Terrebonne dans le gouvernement de Montréal, demeurant en la seigneurie de Terrebonne; et le Roi, acceptant pour et au nom de Sa Majesté Claude-Thomas Dupuy, chevalier, conseiller du Roi en ses conseils d'état et privé, maître des requêtes ordinaires de son hôtel et intendant.                    |
| 1729/10/09 | [Sous seing privé, classé à la suite du minutier de Jean-Chrysostôme Loppinot.] | [Un marché de fourniture de bois daté du 12 octobre 1727 précède l'acte.] Convention concernant la livraison de bordages de chêne et de pin entre Gilles Hocquart, chevalier, conseiller du Roi en ses conseils et commissaire général de la Marine faisant les fonctions d'intendant et Louis Lepage, seigneur de Terrebonne.                                                                               |
| 1735/03/03 | Gaudron de Chevremont, C.-R. (Mtl)                                              | Accord et marché de livraison de planches entre Jean-Eustache Lanoullier de Boiscler, conseiller du Roi et son grand voyer, de la ville de Quebec; et Louis Lepage de Ste Claire, prêtre, seigneur et patron de Terrebonne, demeurant à Terbonne, et Germain Lepage de St François, capitaine des milices, de Terbonne. [Cette transaction sera déposée le 10 octobre 1735 chez le notaire Dulaurent, C.-H.] |
| 1752/01/27 | Coron, C.-F. (Mtl)                                                              | Marché et bail à ferme et loyer d'un moulin à scie situé sur la rivière Jesus; par Louis Lepage de Ste Claire, prêtre curé, de la paroisse Ste Rose de Lima dans l'île Jesus, et François Maisonneuve, capitaine des milices, de l'île Jesus, à Jean-Baptiste Depoca, négociant et exploiteur de bois de construction, de l'île Jésus.                                                                       |

## Hommages

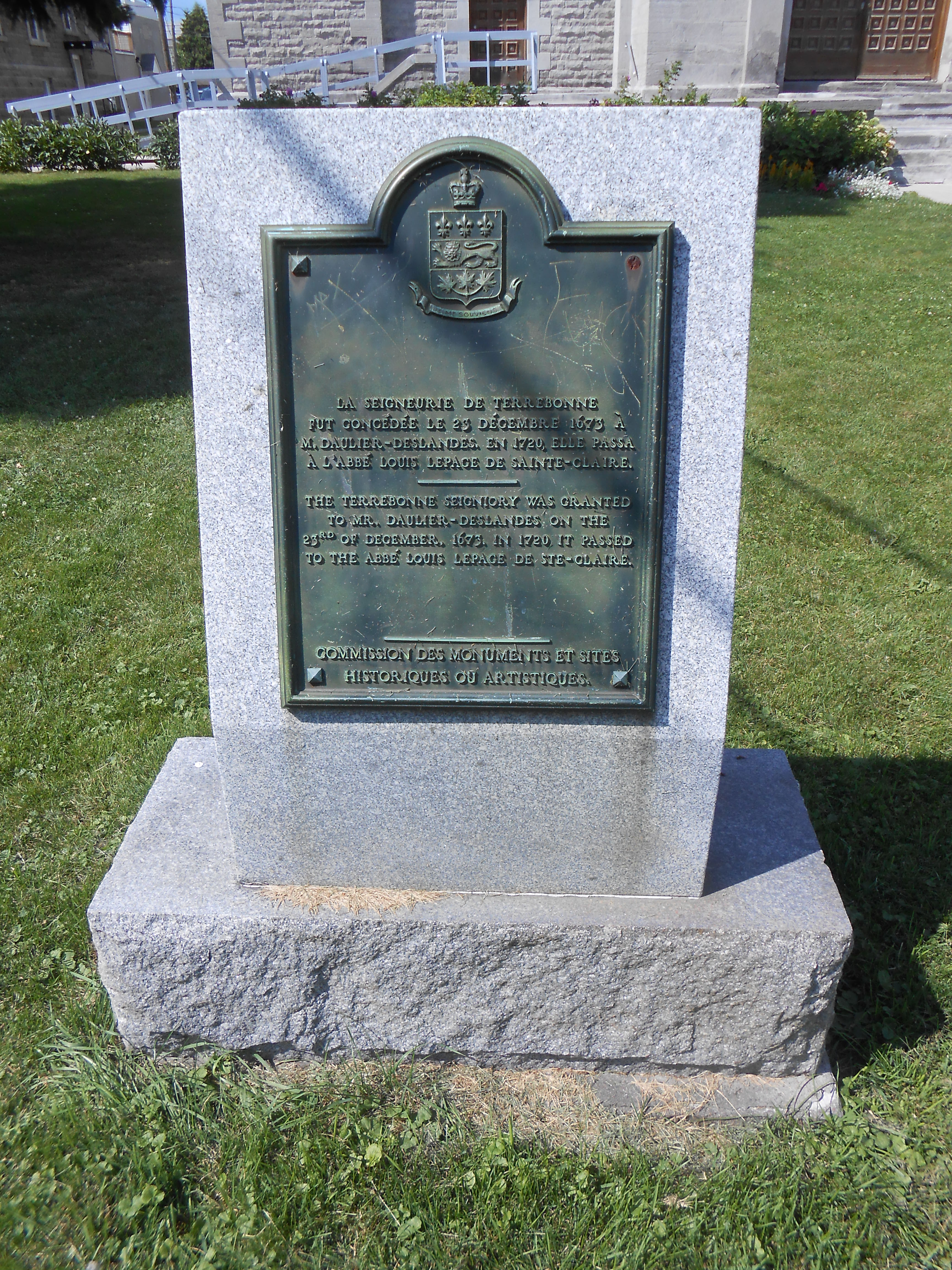
Plaque commémorative de la seigneurie, où le nom de Louis Lepage figure

- La première église Saint-Louis-de-France de Terrebonne, dont le nom vient du saint patron de Lepage
- La seconde église Saint-Louis-de-France de Terrebonne
- La paroisse Saint-Louis-de-France de Terrebonne
- L'ancienne municipalité de paroisse Saint-Louis-de-Terrebonne (fusionnée à la ville de Terrebonne en 1985)
- L'ancienne rue Saint-Louis à Terrebonne, devenue l'actuelle rue Saint-Pierre
- L'actuelle rue Saint-Louis à Terrebonne, qui se trouve sur l'ancien chemin du roi
- Le pont Lepage, qui enjambe la rivière des Mille Îles (et sur lequel l'A25 passe)
- La rue Lepage à  Terrebonne (secteur Lachenaie)
- L'ancienne rue Lepage à Terrebonne, qui est devenue la rue Marguerite
- La rue Louis-Lepage à Terrebonne
- L'édifice Louis-Lepage, au 754 rue Saint-Pierre, à Terrebonne (salle du conseil municipal)
- Le rang Lepage à Sainte-Anne-des-Plaines
- Le fief Sainte-Claire, que Louis a concédé à son frère Germain
- Le chemin Sainte-Claire à Terrebonne (secteur La Plaine), d'après le fief qui se trouvait là
- Le rang Sainte-Claire à Sainte-Anne-des-Plaines
- Le hameau Lepage à Sainte-Anne-des-Plaines
- La plaque de la seigneurie de Terrebonne fait mention de Louis Lepage

### Lettres entre lechapitre de Québecet leur délégué enFrance,Pierre Hazeur de L'Orme, dans lesquelles il est fait mention de Lepage
- Réponse du Chapitre de Québec à M. de L'Orme du 18 avril 1731 (Refus du Roi d'accorder la charge de Théologal à Lepage)
- Lettre de M. de L'Orme du 14 mai 1739 (Pourquoi Lepage ne peut pas exploiter le fer de sa seigneurie et comment M. de L'Orme essaie de l'aider)
- Lettre de M. de L'Orme du 11 mai 1741 (Les nouvelles tentatives de Lepage pour exploiter le fer de sa seigneurie)
- Lettre de sœur Sarrazin à M. de L'Orme du 1er mai 1743 (Pourquoi on refuse à Lepage de s'occuper des Forges du Saint-Maurice)

### Documents auxArchives nationales du Québecqui ne sont pas numérisés
- Comparution de maître Jean-Eustache Lanouiller (Lanoullier) de Boisclerc, conseiller du Roi et son grand voyer en Nouvelle-France, lequel déclare partir expressément de Québec le 8 janvier 1734 pour se rendre en la ville de Montréal afin de poursuivre les sieurs Louis Lepage et Germain Lepage, seigneurs de Terrebonne, demeurant en ladite seigneurie, pour se faire payer les sommes qu'ils lui doivent, ledit comparant proteste contre lesdits Lepage des frais de son voyage et séjour à Montréal, dépens, dommages et intérêts, il déclare qu'il y restera jusqu'au parfait paiement desdites sommes (7 janvier 1734)

### Biographies de Louis Lepage
- Fiche de Louis Lepage dans le Répertoire du patrimoine culturel du Québec
- Biographie de Louis Lepage dans le Dictionnaire biographique du Canada
- Article de Claude Martel sur Louis Lepage dans La Revue de Terrebonne
- Biographie de Louis Lepage tirée de l'Essai sur l'Industrie au Canada de Joseph-Noël Fauteux

### Autres
- Procuration que donne Louis Lepage à Germain Lepage pour qu'il aille prêter foi et hommage à sa place
- Attestation que Germain Lepage est allé prêter foi et hommage au nom de Louis Lepage
- Association des Lepage d'Amérique